# Kloster Ilanz

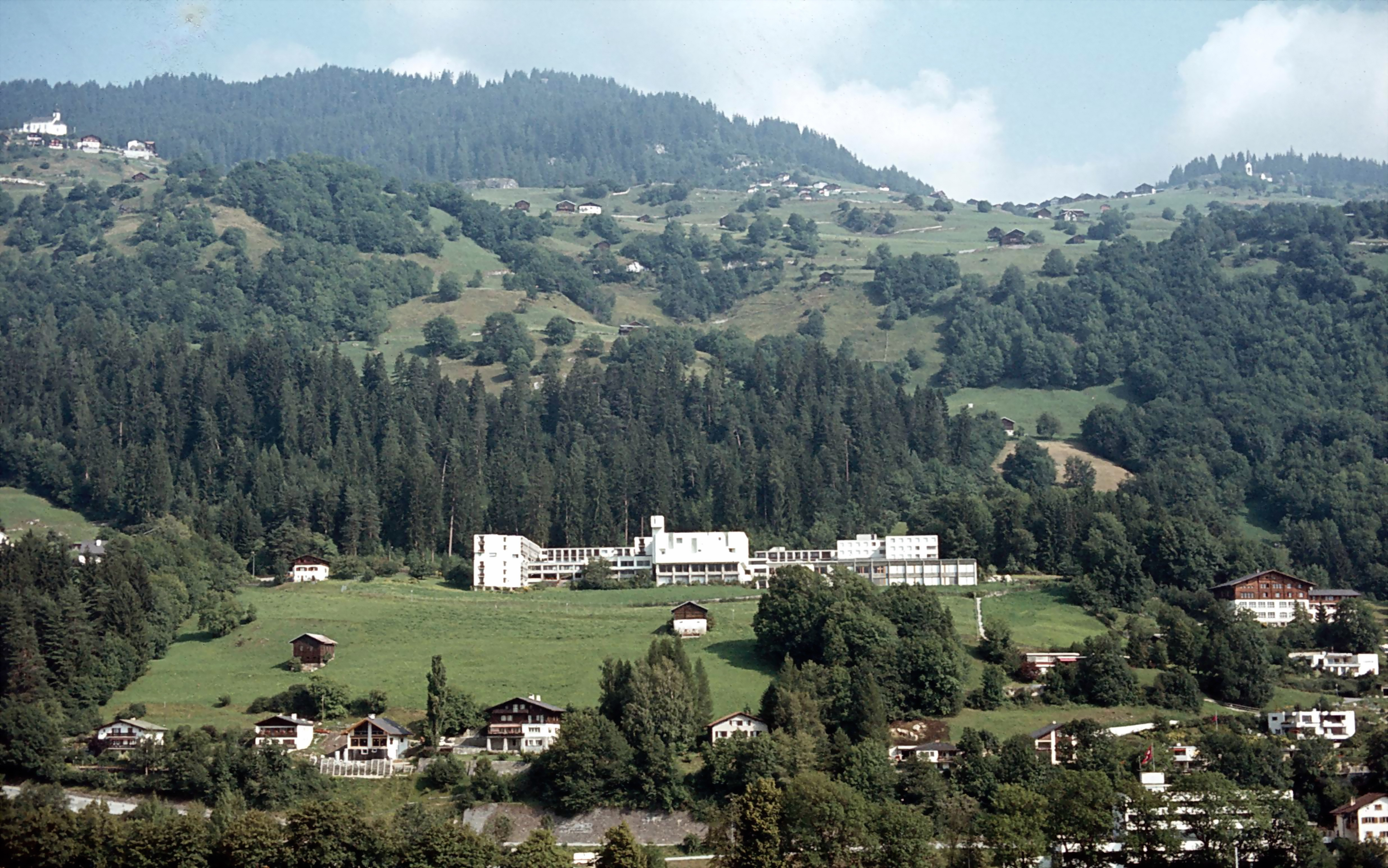
Blick auf das Kloster über Ilanz

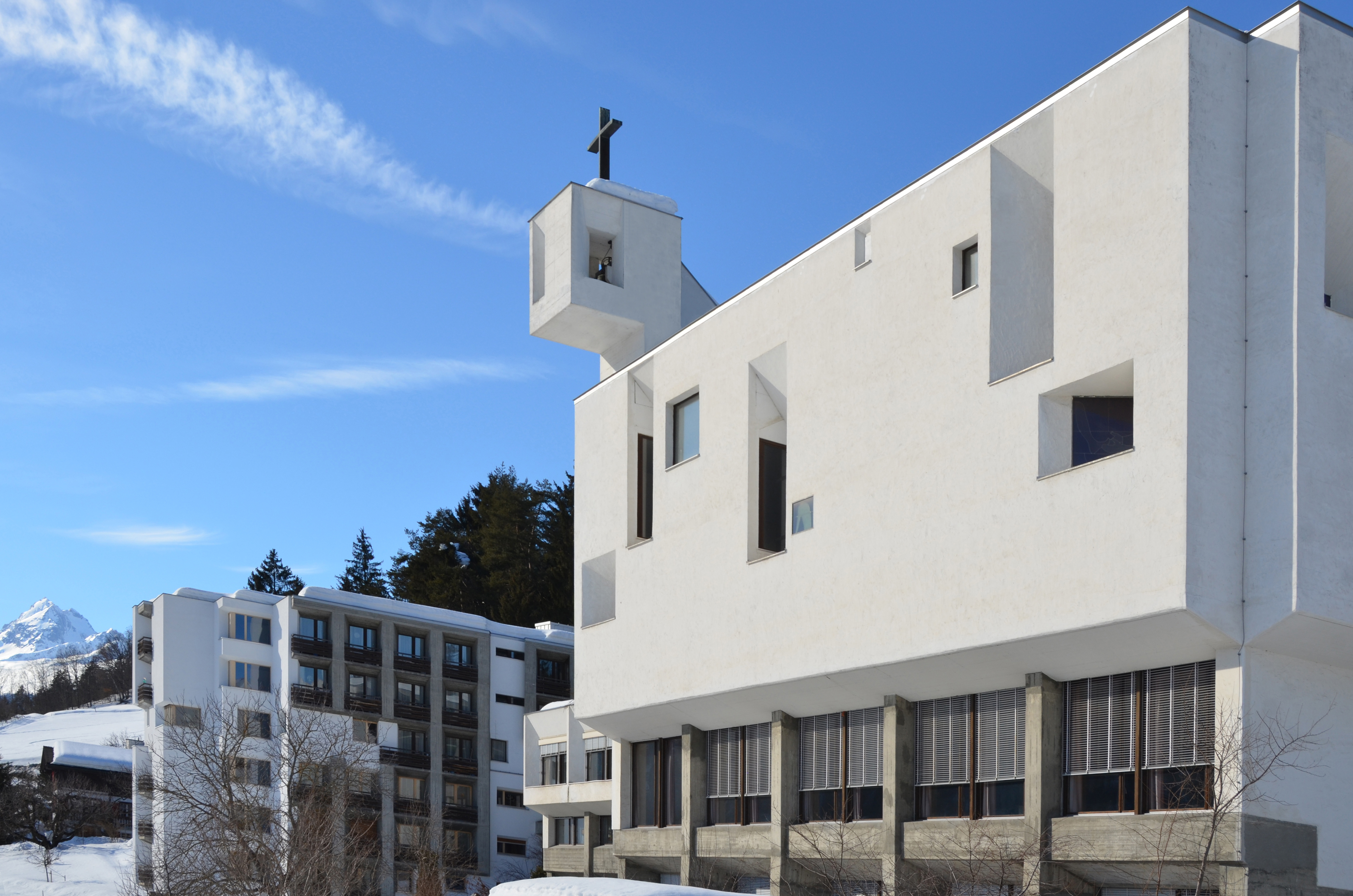
Kloster Ilanz, Klosterkirche und Klausurtrakt im Winter

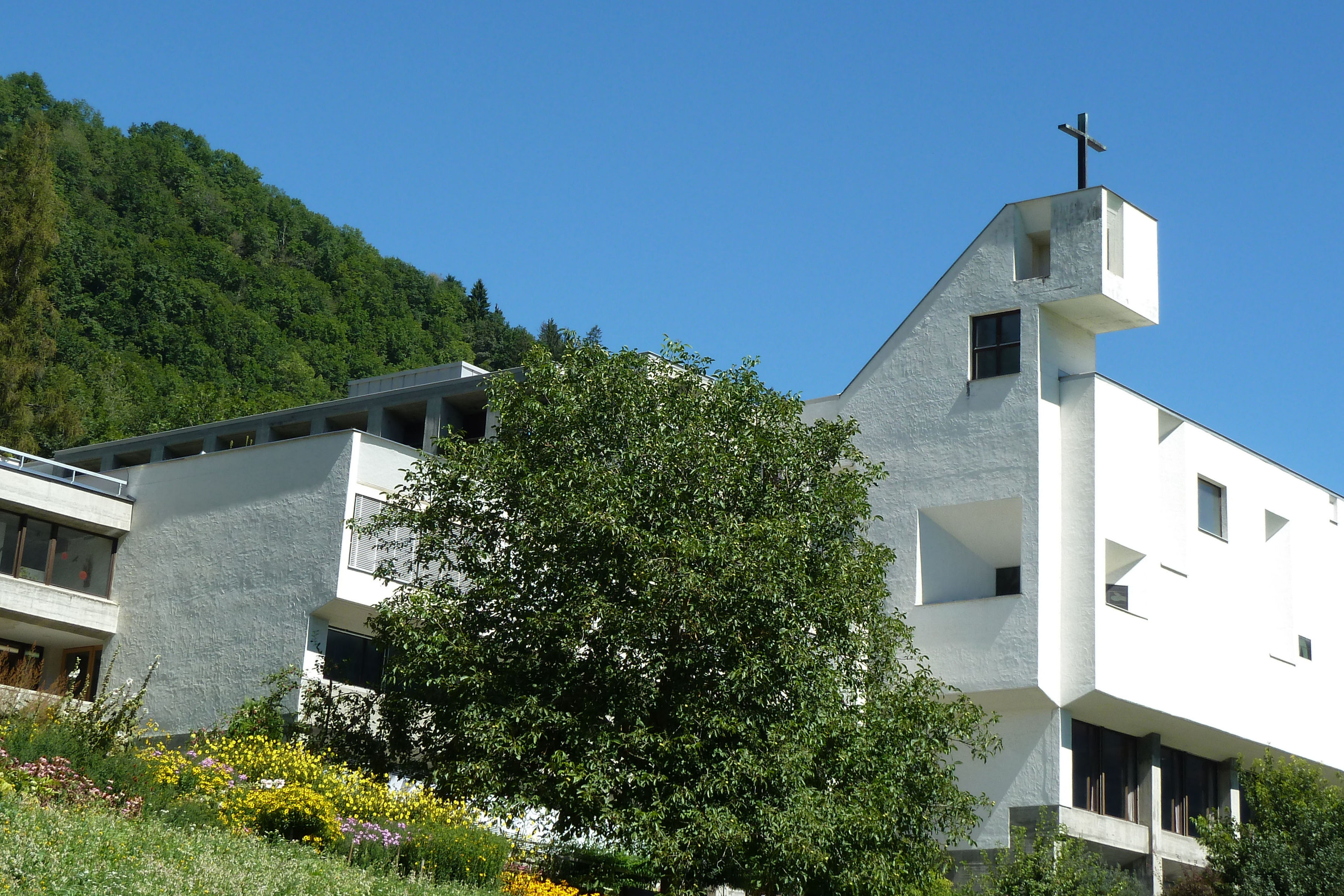
Das Kloster im Sommer

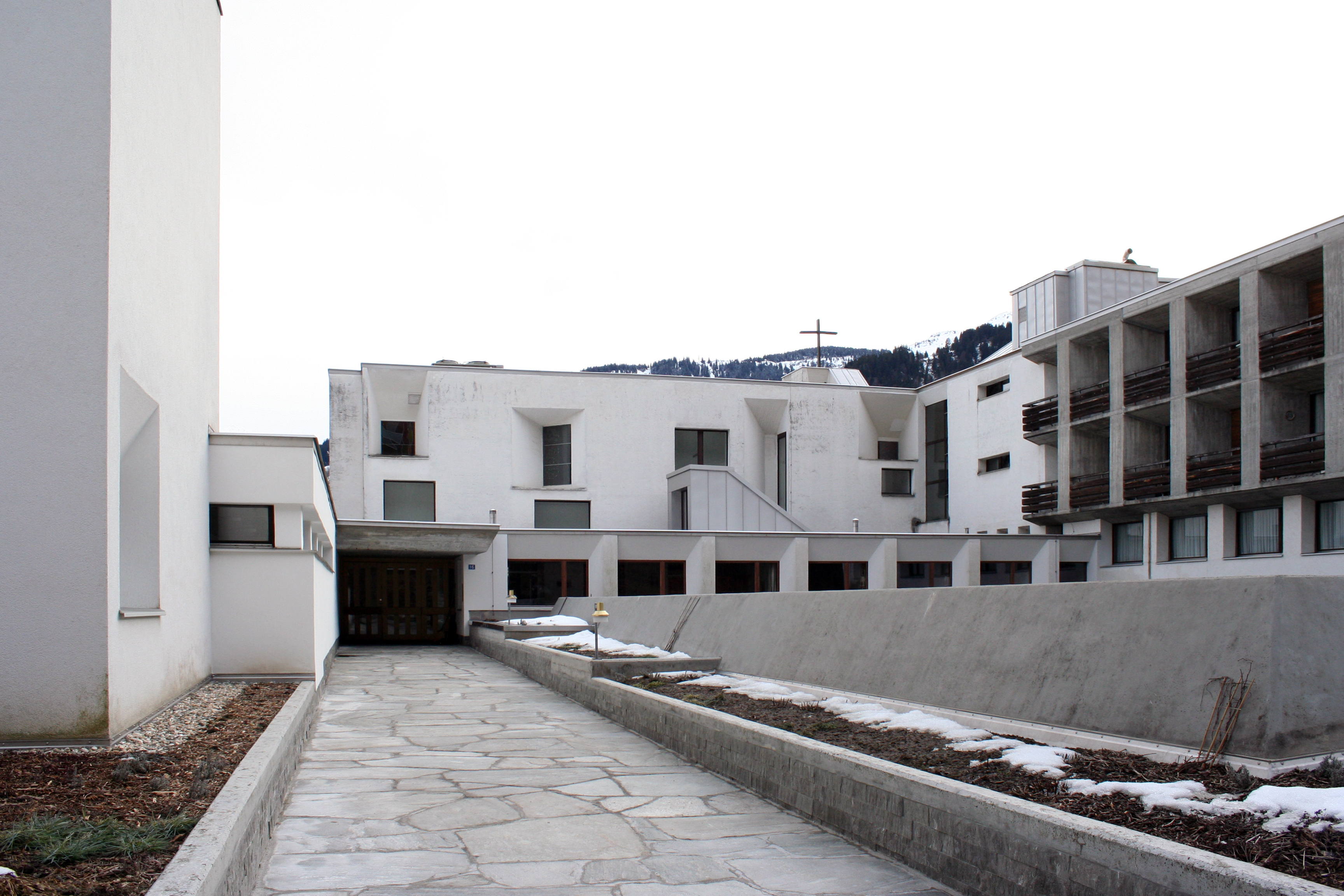
Klosterpforte

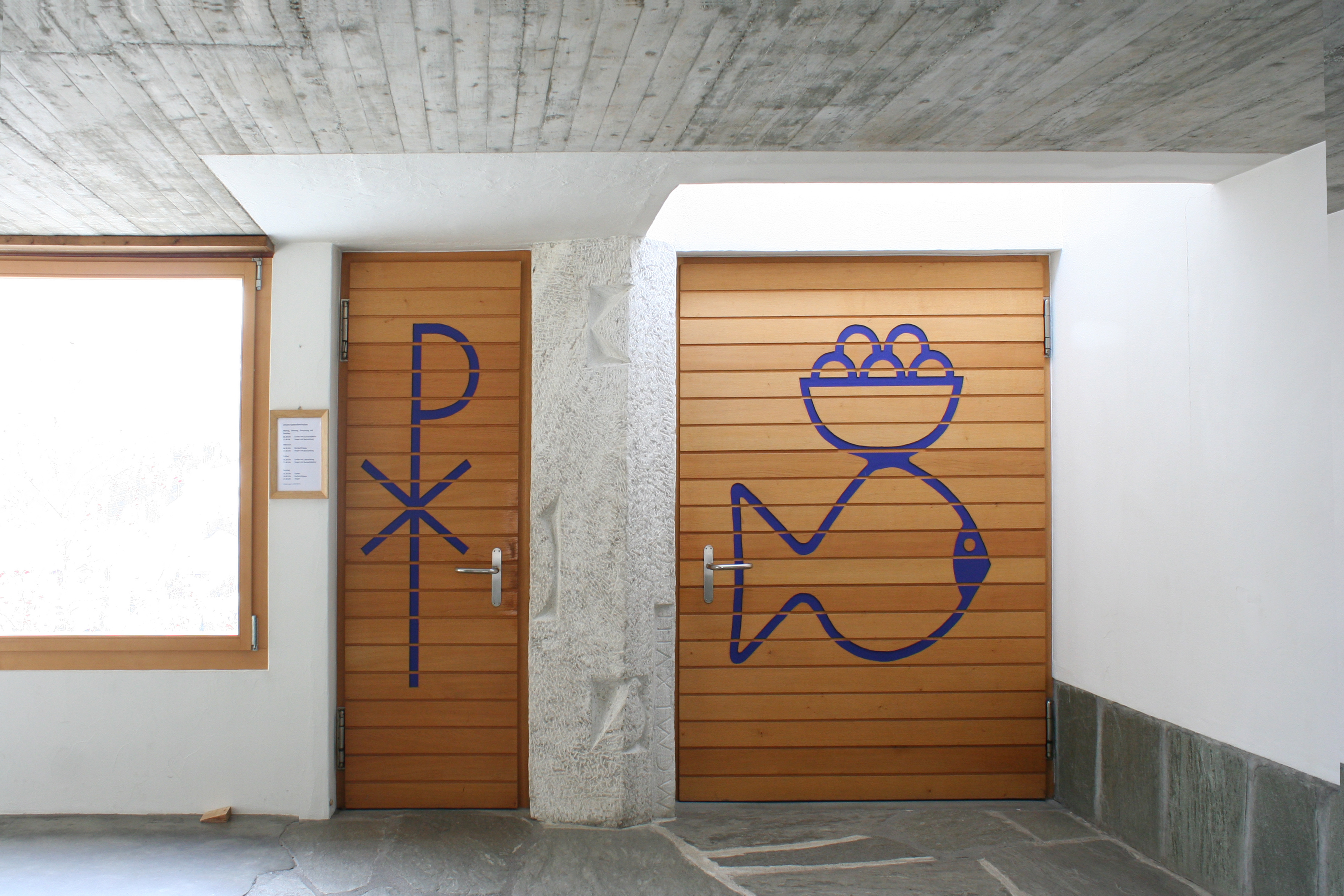
Portal zur Klosterkirche

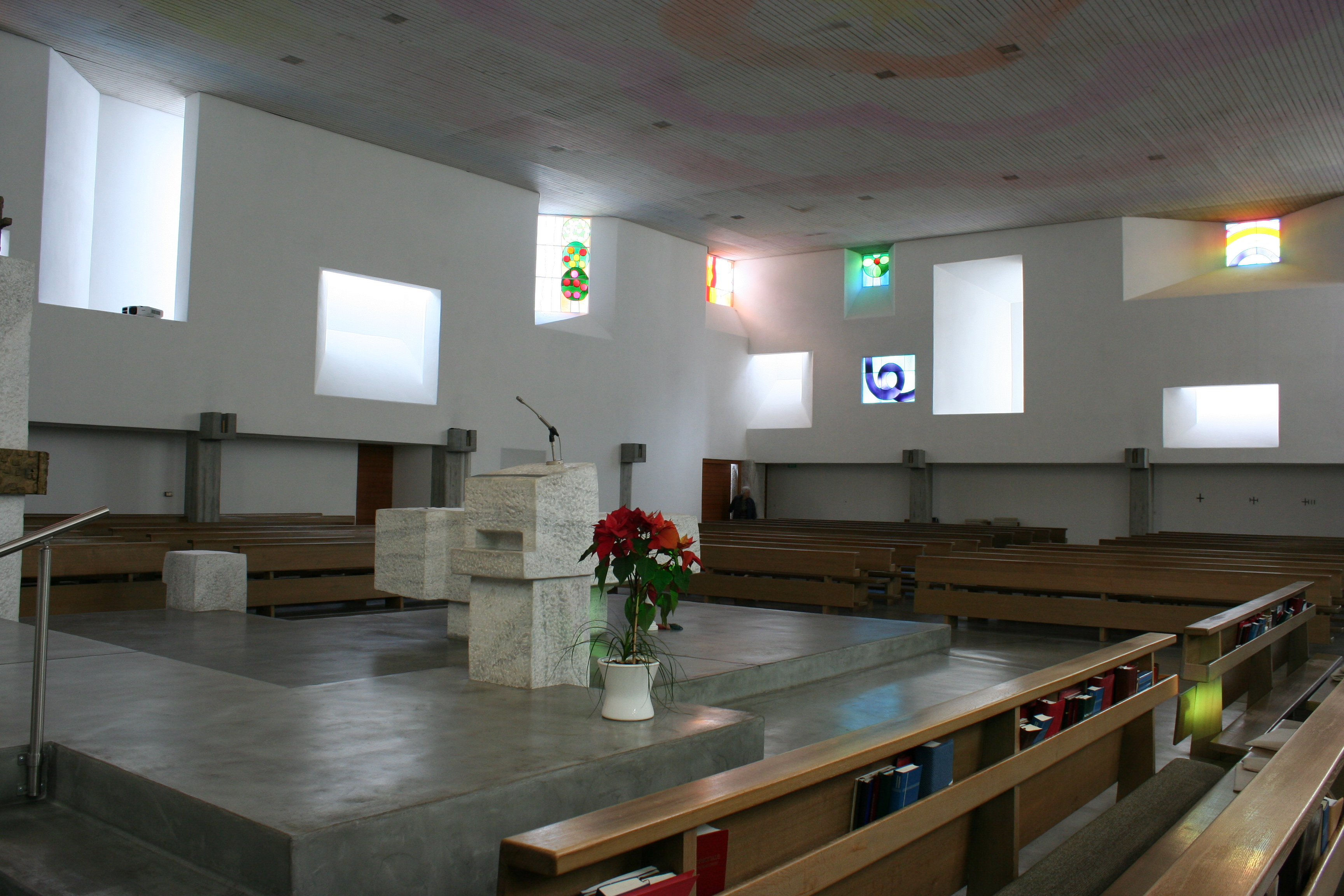
Die Klosterkirche innen

Das Kloster Ilanz ist ein Dominikanerinnenkloster in der Gemeinde Ilanz/Glion im schweizerischen Kanton Graubünden. Der Multifunktionskomplex oberhalb von Ilanz auf der linken Rheinseite im Stadtteil Sank Niklaus (romanisch S. Clau) ist das Mutterhaus der Kongregation der Ilanzer Dominikanerinnen.

## Geschichte

### Die Gründer der Ilanzer Schwesterngemeinschaft
Gründer des Klosters Ilanz war der Bündner Johann Fidel Depuoz (* 1817 in Siat; † 1875 in Ilanz). Er trat im Jahr 1840 in den Jesuitenorden ein, wurde im Orden zum Theologen ausgebildet und zum Priester geweiht. Während 20 Jahren leistete Depuoz im Ausland Einsätze, u. a. in Savoyen, Maryland USA, Tronchiennes, Lüttich, Löwen, Münster, Süddeutschland, Solferino, Padua und Dubrovnik (damals Ragusa). Weil der Jesuitenorden in der Zwischenzeit in der Schweiz verboten war, verliess Depuoz im Jahr 1860 diesen Orden. Er wollte in seiner Heimat, der bündnerischen Surselva, die Bildung fördern und die soziale Not lindern. Zunächst promovierte er in Rom zum Doktor der Theologie. In den folgenden Jahren war er in Chur, in Schleuis-Löwenberg und schliesslich in Ilanz als Seelsorger, Lehrer, Erzieher und als Direktor seiner Gründung tätig.
Babette Gasteyer (* 1835 in Nastätten in Hessen-Nassau; † 1892 in Ilanz) wurde in Wiesbaden ausgebildet und war zunächst als Erzieherin an adligen Höfen in Deutschland, Österreich und Mähren tätig, z. T. auch als Krankenpflegerin. 1866 wurde sie von Johann Fidel Depuoz als Lehrerin angeworben. Als Ordensfrau gab sie sich den Namen Sr. Maria Theresia.
In den Jahren 1865–1868 gründete Depuoz – ab 1867 zusammen mit Sr. Maria Theresia Gasteyer – die Ilanzer Schwesterngemeinschaft, die Gesellschaft von der göttlichen Liebe auf privatrechtlicher Grundlage. Die Gemeinschaft eröffnete in Ilanz im Jahr 1865 die Institutsschule sowie 1868 das Spital Ilanz. Die Schule und das Spital hatten zum Ziel, die Bildung von Mädchen und Erwachsenen sowie die professionelle Behandlung von Kranken in der Surselva zu fördern. Nach dem Tod von Johann Fidel Depuoz im Jahr 1875 leitete Sr. Maria Theresia Gasteyer als erste Generaloberin die Gemeinschaft, zusammen mit wechselnden Direktoren. Die Zugehörigkeit der Ilanzer Schwesterngemeinschaft zum Dominikanerorden wurde bestimmt, als durch Vermittlung von Nationalrat Decurtins aus Trun ein Dominikaner die geistliche Leitung der Schwestern übernahm. Im Jahr 1894 wurde die Ilanzer Schwesterngemeinschaft schliesslich offiziell dem Dominikanerorden affiliiert.

### Ausbreitung der Schwesterngemeinschaft
Bis in die zweite Hälfte des 20. Jahrhunderts weitete die Ordensgemeinschaft ihre Tätigkeit kontinuierlich aus: In Ilanz betrieben die Dominikanerinnen neben der Institutsschule und dem Spital ab 1940 die Bündner Fachschule für Pflege sowie eine Bäuerinnenschule. Die Schwestern waren in Ilanz auch im Kindergarten und in der katholischen Primarschule tätig und hielten in der Pfarrei Katechese. In Chur betrieb die Schwesterngemeinschaft neben einer Sekundarschule auch eine Handelsschule. In vielen Orten Graubündens waren die Schwestern im Kindergarten tätig, in Sedrun und Trun auch in der Altenpflege und in Davos mit einem Erholungsheim. In den Schweizer Städten Fribourg, Basel und Zürich waren die Ilanzer Dominikanerinnen präsent, so betrieben sie in Zürich (später in Kilchberg) das Sanitasspital und die katholischen Kindergärten in verschiedenen Stadtzürcher Pfarreien (so in St. Peter und Paul, Herz Jesu Wiedikon, St. Josef und Erlöser). In Österreich waren die Ilanzer Dominikanerinnen u. a. in Schruns (landwirtschaftliche Schule und Spital) und Salzburg (Altenpflege) tätig. In Deutschland war die Gemeinschaft in Düsseldorf, Walberberg, Erkelenz und Schwichteler präsent. In Lindau (Bodensee) betrieben die Ilanzer Dominikanerinnen ein Altersheim und in Vechta arbeiteten sie in der Missionsprokur mit Druckerei sowie im Internat des Gymnasiums der Dominikaner. In Übersee erfolgte ab 1922 Missionsarbeit, so in Fukien (China), Brasilien und Taiwan.
Mit den gesellschaftlichen Veränderungen in der zweiten Hälfte des 20. Jahrhunderts änderten sich auch die Aufgaben der Ilanzer Dominikanerinnen. Einflussreiche Institutionen wurden der öffentlichen Hand übergeben, so in Ilanz im Jahr 1973 das Spital und die Bündner Fachschule für Pflege (letztere wurde vom Kanton Graubünden im Jahr 2011 aufgehoben).

### Heutige Tätigkeit der Schwesterngemeinschaft
Die Ilanzer Dominikanerinnen sind mit rund 80 Schwestern (Stand 2025) in der Schweiz, Brasilien und Taiwan tätig. Die Gemeinschaft ist in Brasilien an fünf und in Taiwan an drei Standorten präsent. Sowohl in Brasilien als auch in Taiwan arbeiten die Ilanzer Dominikanerinnen in der Sozialarbeit und in der Seelsorge.
Als Dominikanerinnen sind die Schwestern überall, wo sie tätig sind, getragen durch die Kontemplation. Im gemeinschaftlichen Beten, beim Chorgebet und bei der Eucharistiefeier, in der persönlichen Meditation, im Studium der Heiligen Schrift und dem Austausch des Bibelwortes untereinander, ebenso wie in der apostolischen Tätigkeit, suchen sie im Licht der Wahrheit und der Barmherzigkeit zu wirken. Die Verkündigung des Evangeliums und das Engagement für Frieden, Gerechtigkeit und Bewahrung der Schöpfung sind eins und fordern sie als Einzelne und als Gemeinschaft heraus. Die Schwestern schärfen den Blick auf die Probleme der Zeit und orientieren sich stets neu. Insbesondere setzen sie sich auseinander mit der Globalisierung und ihren Folgen für die Menschen in der nahen und fernen Welt.

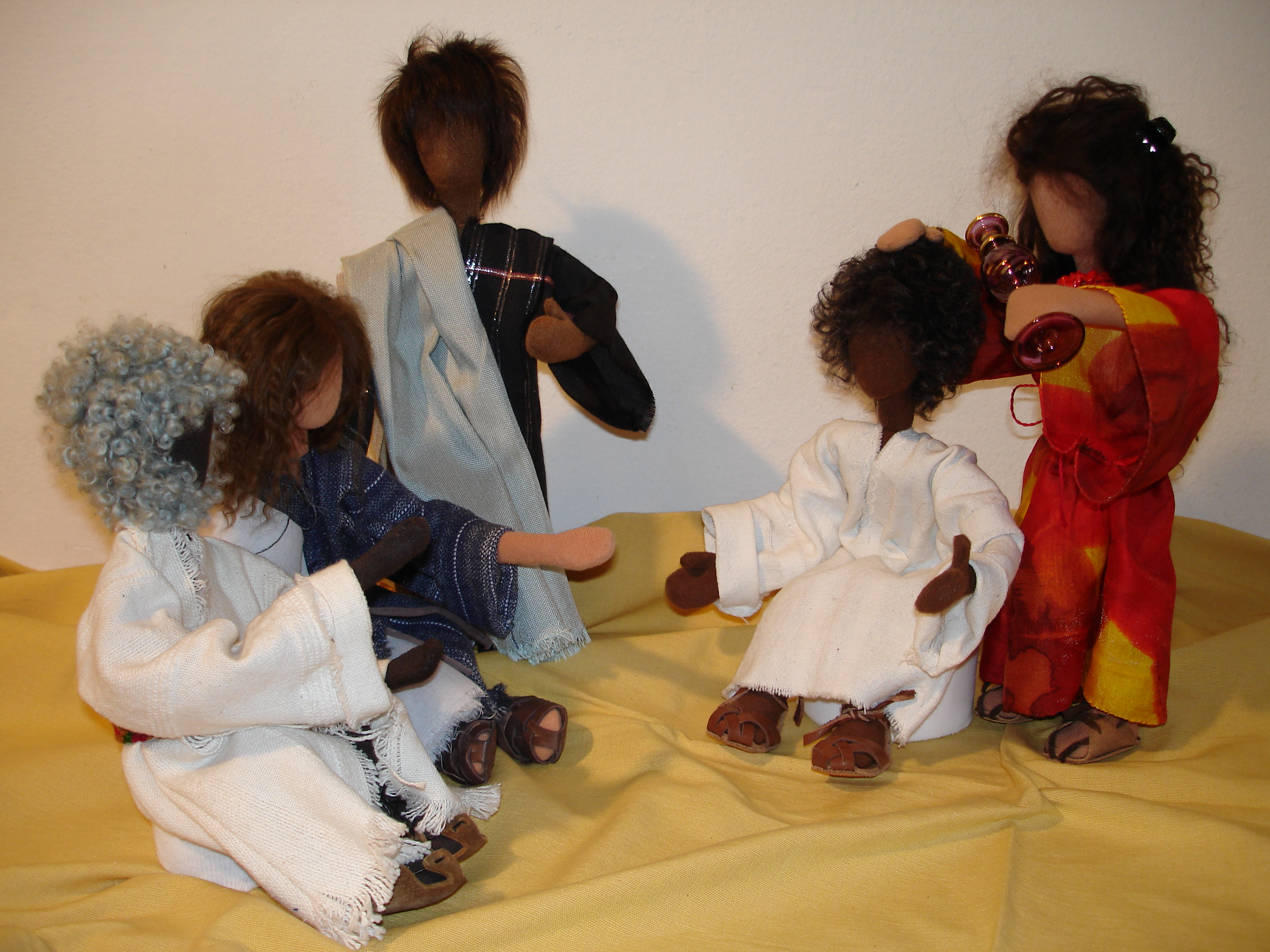
Biblische Erzählfiguren – Die Sünderin salbt Jesus von Nazareth

In Ilanz setzen die Schwestern vier Schwerpunkte. Der eine ist das Haus der Begegnung. Es wurde im Jahr 1990 von der Klostergemeinschaft in den Internatsräumen der ehemaligen Institutsschule Ilanz eröffnet. Es ist ein Tagungs- und Bildungshaus und bietet auch geistliche Begleitung und Exerzitien an. Ein zweiter Schwerpunkt des Klosters Ilanz besteht im Einsatz für soziale und religiöse Projekte in Übersee. Die Missionsprokur der Ilanzer Dominikanerinnen fördert vor allem Projekte der Mitschwestern in Brasilien und Taiwan. Ein dritter Schwerpunkt des Klosters Ilanz ist die Gebetsgemeinschaft Ehrenwache Mariens, die für sterbende Menschen betet. Der vierte Schwerpunkt ist das interne Alters- und Pflegeheim für die eigenen Schwestern, wo sie sich, zusammen mit den Mitarbeiterinnen, um die kranken und um die hochbetagten Schwestern kümmern. Auch das Haus der Begegnung und die Missionsprokur werden mitgetragen von engagierten Mitarbeitenden.

### Die Entstehung der Biblischen Erzählfiguren 1964 im Kloster Ilanz
Die ersten biblischen Figuren – eine gestaltete Erzählfigur aus dem Bereich der Religionspädagogik – entwickelte Schwester Anita Derungs OP, eine Ordensfrau im Kloster Ilanz in den Sommerferien 1964. Sr. Anita war damals Erzieherin in Ilanz. Später wurden diese – benannt nach Primo und Doris Egli – auch unter dem Namen „Egli-Figuren“ bekannt.
Die Anregung zu den beweglichen Figuren kam von der damaligen Präsidentin des Müttervereins in Graubünden, Frau Fryberg-Candinas. Sie träumte von einer Weihnachtskrippe für die Familie mit beweglichen Figuren. Die biblischen Figuren entstanden also in der Tradition der weihnachtlichen Krippen.

## Klosteranlage
Am Hang links des Rheins über Ilanz gelegen, wurde die Klosteranlage von Architekt Walter Moser, Zürich, erbaut. Der denkmalgeschützte Gebäudekomplex, erbaut 1969 – 75 unter dem Einfluss von Le Corbusiers Kloster La Tourette (1960), besteht aus dem eigentlichen Kloster samt der mittig angeordneten Klosterkirche und zwei Gebäudegruppen um je einen Innenhof: dem Haus der Begegnung und einer Schulanlage, die heute die Handelsschule Surselva beherbergt. Das Haus der Begegnung enthält neben Einzel- und Doppelzimmern Kursräume, einen Gastrobetrieb, einen Meditationsraum sowie eine Aula für bis zu 200 Personen. Der Gebäudekomplex gehört zu den «52 Besten Bauten» des Kantons Graubünden und wurde nach dem Bau eines eigenen Trinkwasserkraftwerkes im Jahre 2016 im Juni 2020 mit einer 1.000 m grossen Photovoltaik-Anlage auf den Dächern ausgestattet.

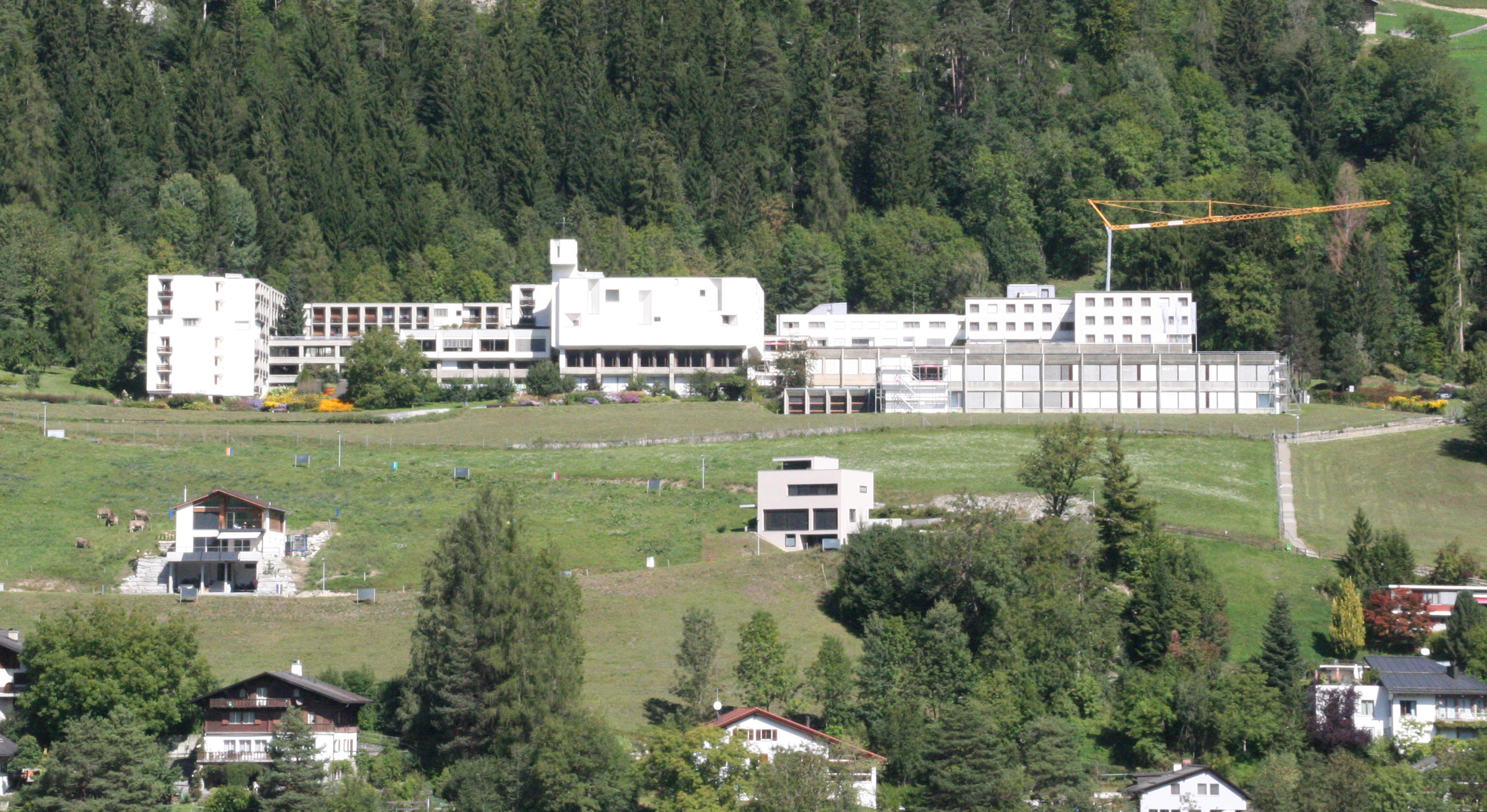
Dominikanerinnenkloster Ilanz
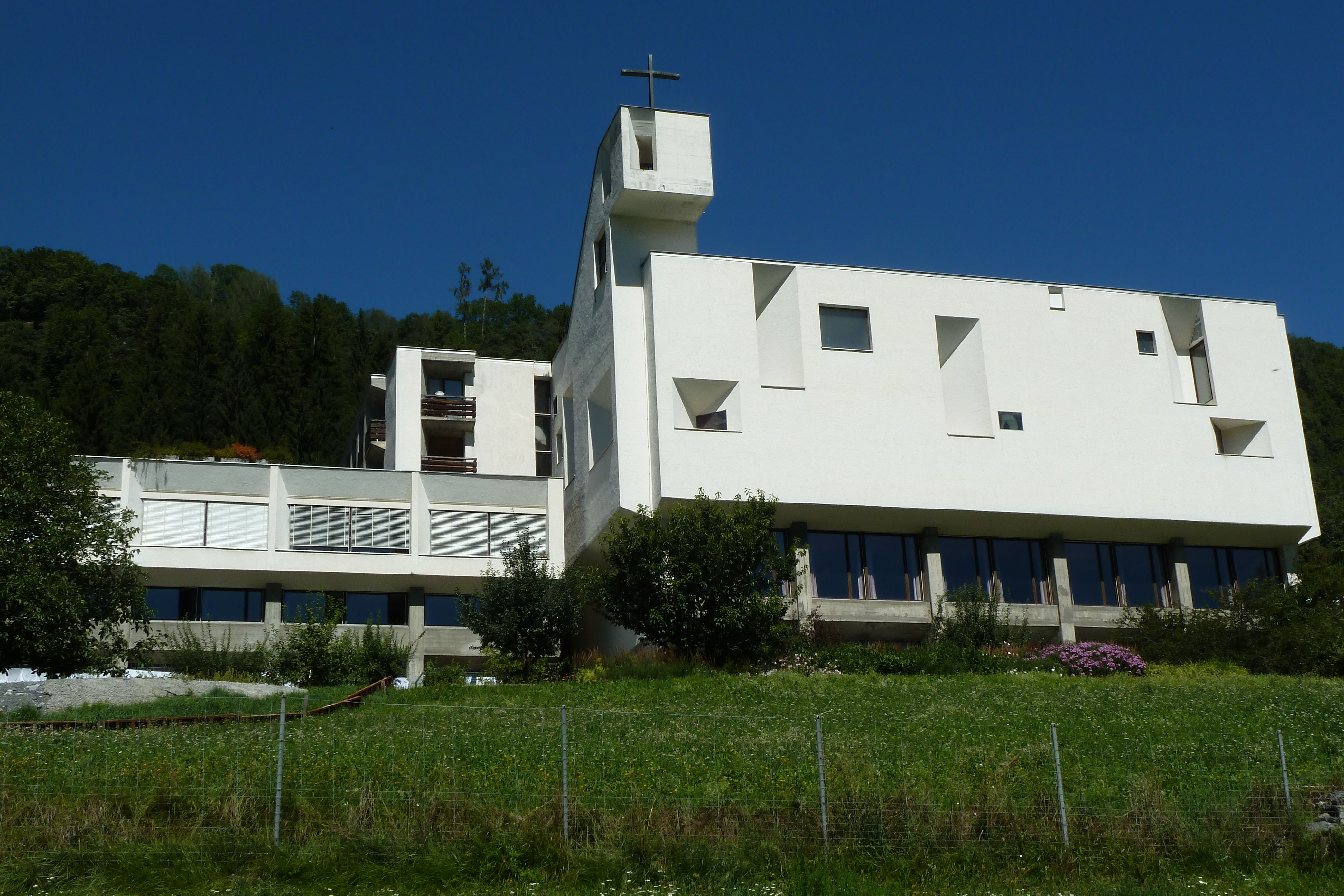
Klosterkirche
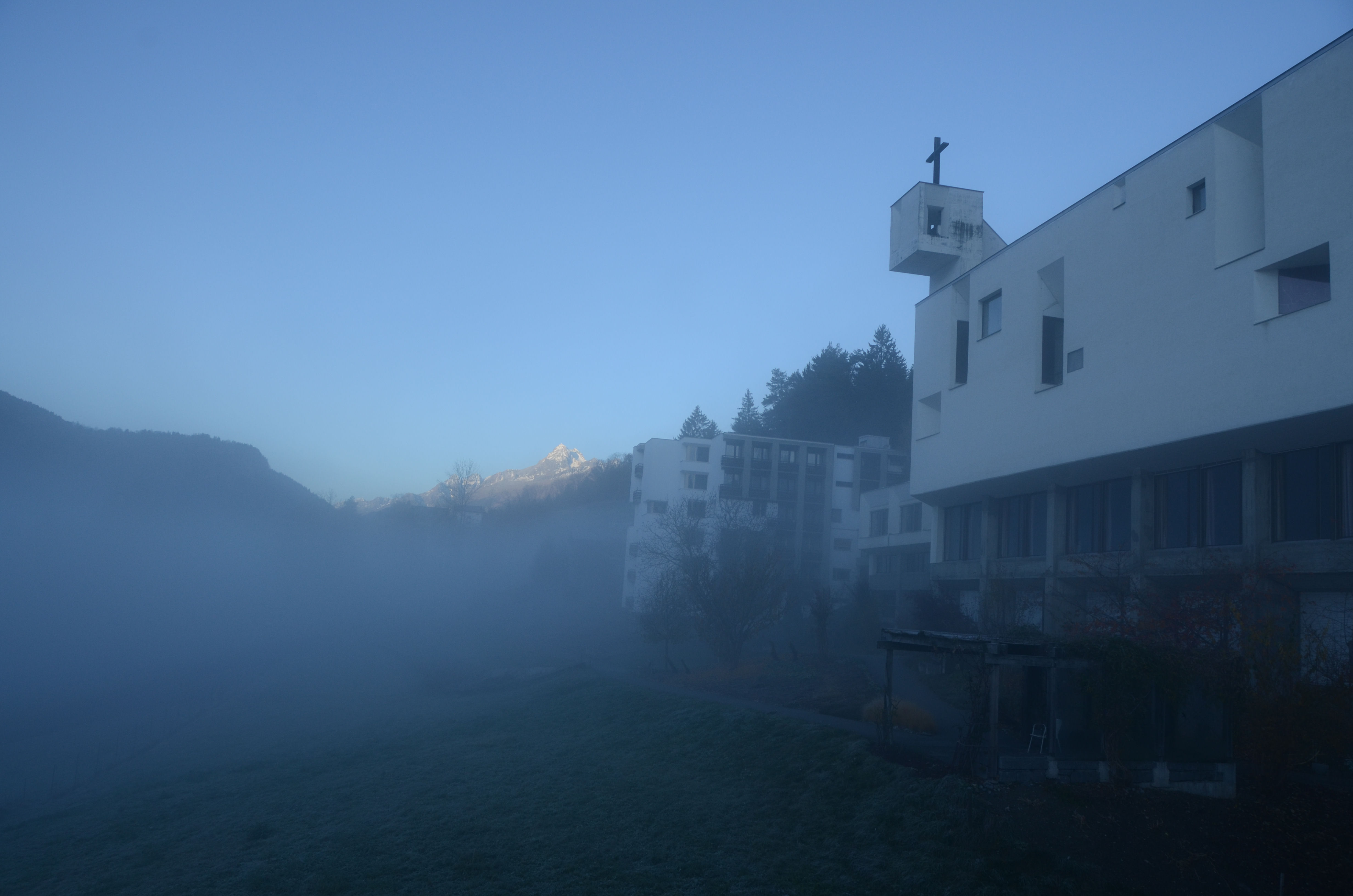
Kloster Ilanz im Nebel
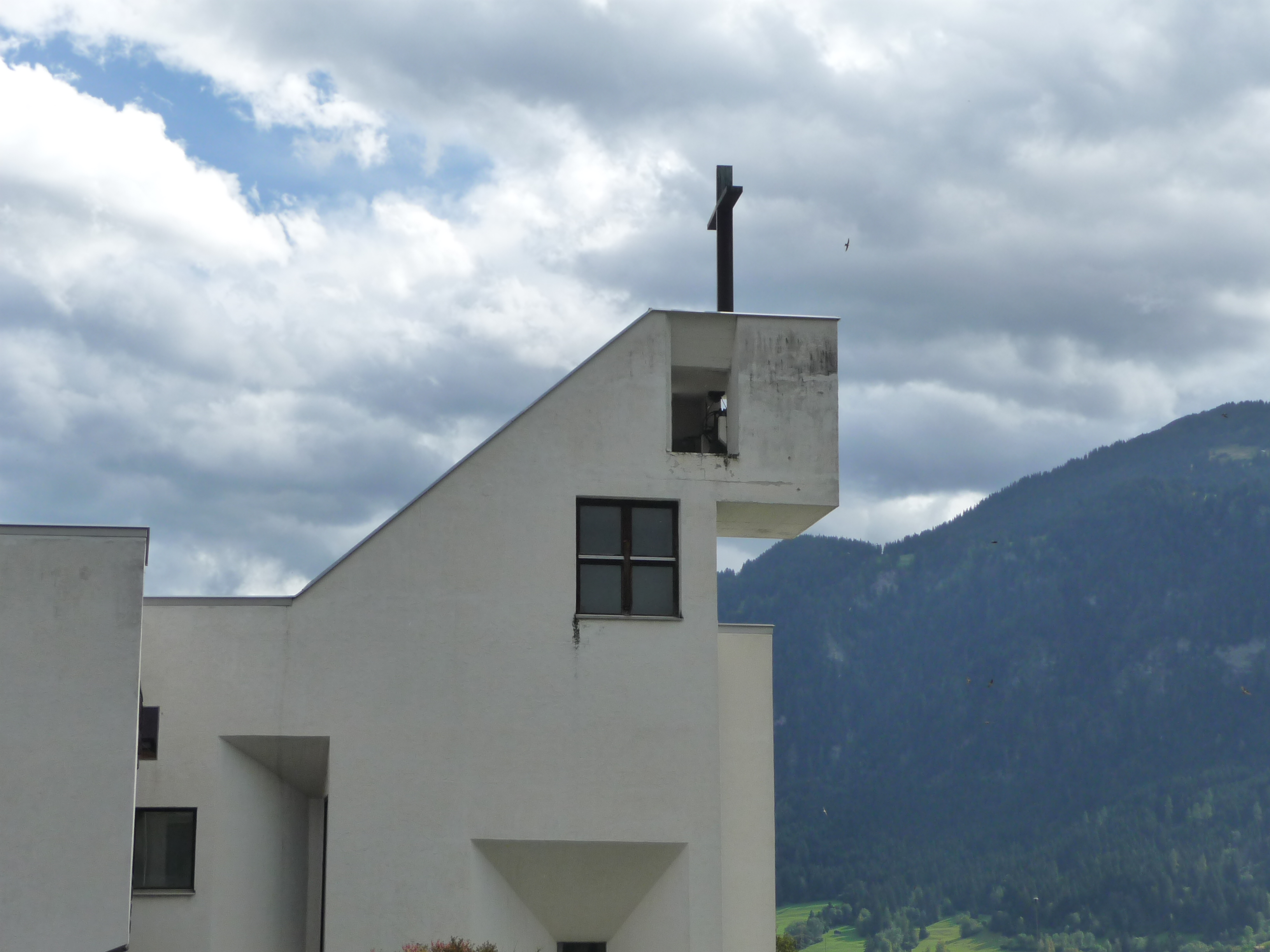
Dachreiter der Klosterkirche
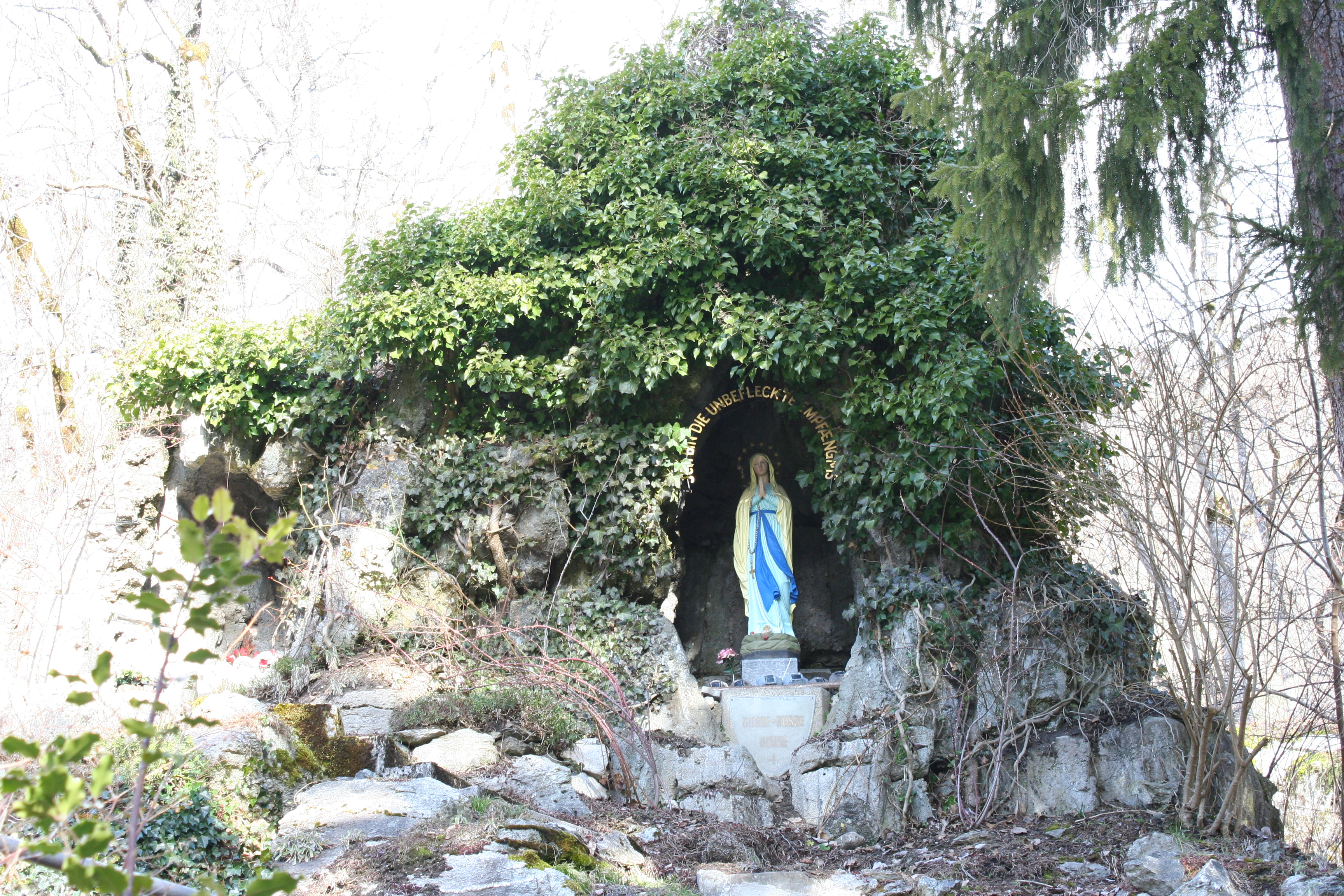
Lourdes-Grotte vom Kloster Ilanz
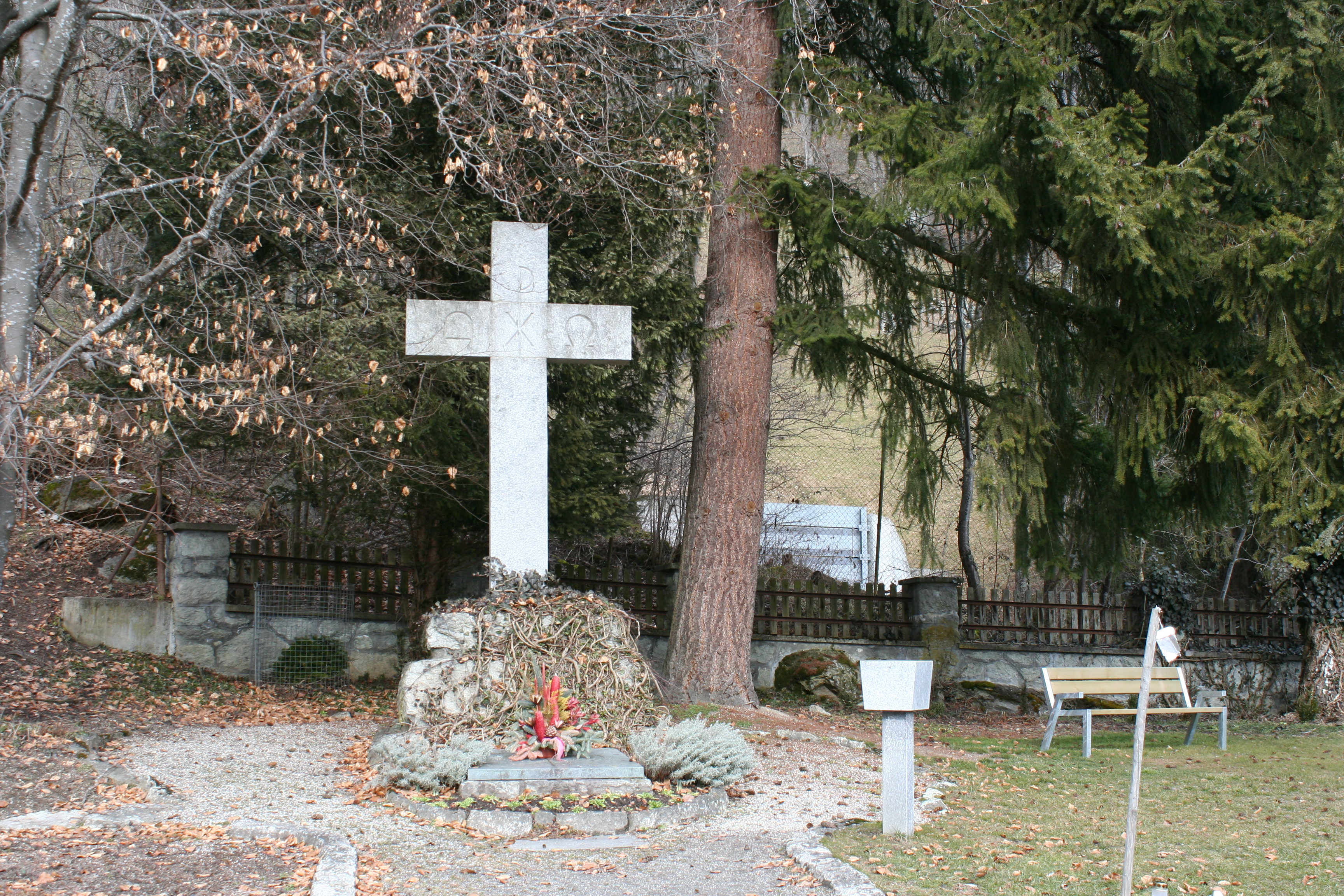
Grab der Klostergründer

## Klosterkirche
Die Mitte der Klosteranlage bildet die 300 Sitzplätze umfassende Klosterkirche. Architekt Walter Moser schuf eine meditative Kirche, die in ihrer «plastische Durchbildung der Kirchenmauern mit schachtartigen, frei angeordneten und farbig verglasten Fenstern wiederum deutlich von Le Corbusiers spektakulärer Kapelle von Ronchamp (1955) inspiriert ist.» Tageslicht fällt durch Fensteröffnungen unterschiedlicher Grösse und Höhe in die weisse Kirche. Die Sitzbänke sind im Halbkreis um den Altarbereich gruppiert, der um eine Stufe vom restlichen Kirchboden erhöht ist. Altar, Ambo, Tabernakel und Priestersedie wurden vom Zürcher Bildhauer Alfred Huber aus Cristallina-Marmor geschaffen. Im Altar ist ein Kelch als Relief angedeutet. Ein Arkadengang läuft entlang der Kirchenwand. An den zwölf Pfeilern des Arkadengangs sind die Apostelkerzen eingelassen, was auf die Bezeichnung der zwölf Apostel als Säulen der Kirche verweist. Die Decke der Kirche wurde von Max Rüedi mit „wellig bewegten Farbbändern“ bemalt. An der Frontwand der Kirche befindet sich in einer fensterartigen Öffnung ein Steinrelief von Alfred Huber, das Maria mit dem Jesuskind darstellt. Hinter diesem Relief befindet sich der Klausurbereich des Klosters. Auf der Rückseite dieses Reliefsteins ist der heilige Dominikus mit der Heiliggeisttaube abgebildet. Bekrönt wird die Klosterkirche von einem Dachreiter, in dem sich die Glocke befindet. Diese wurde von der Glockengiesserei H. Rüetschi, Aarau im Jahr 1969 auf den Ton c gegossen.

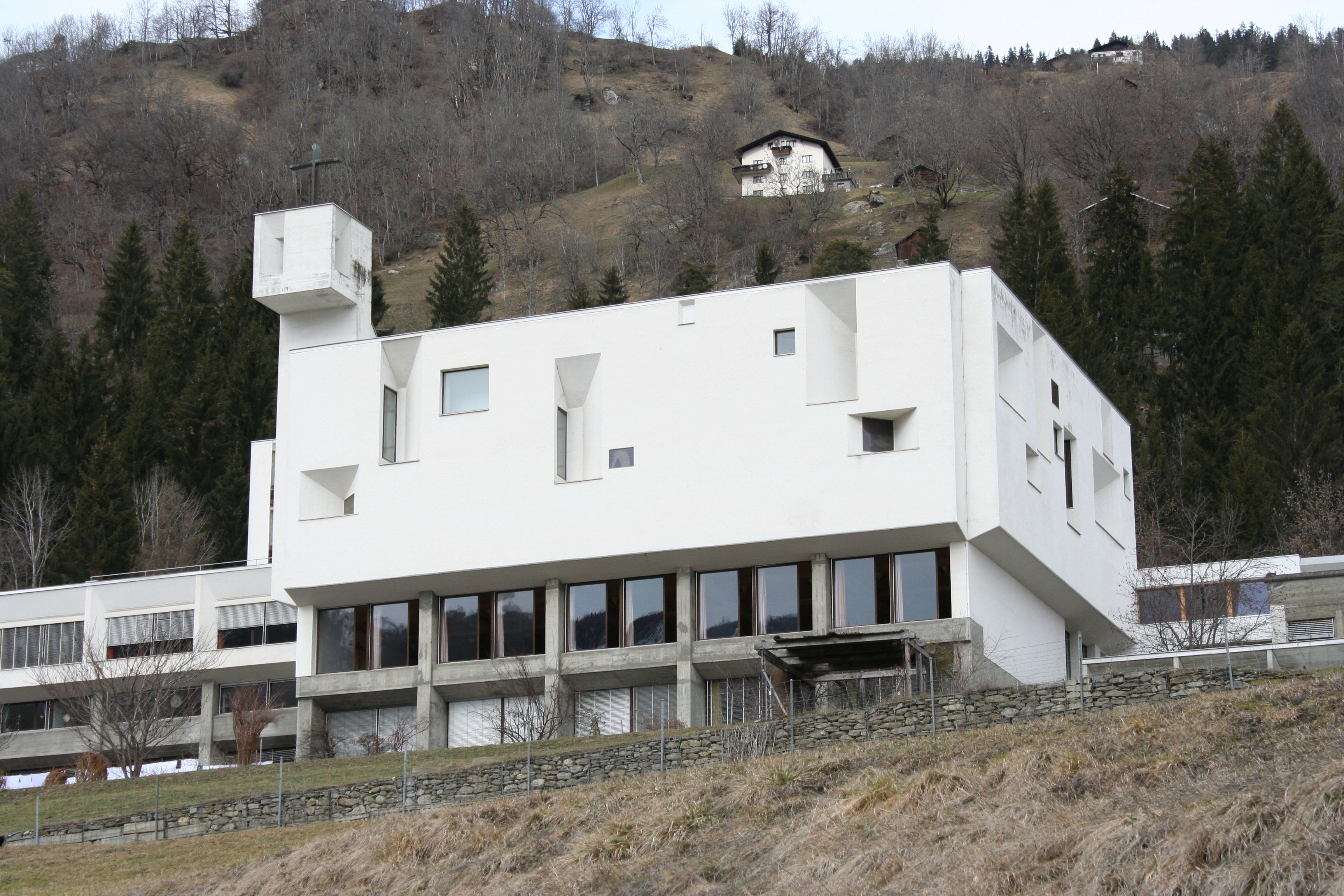
Klosterkirche Ilanz
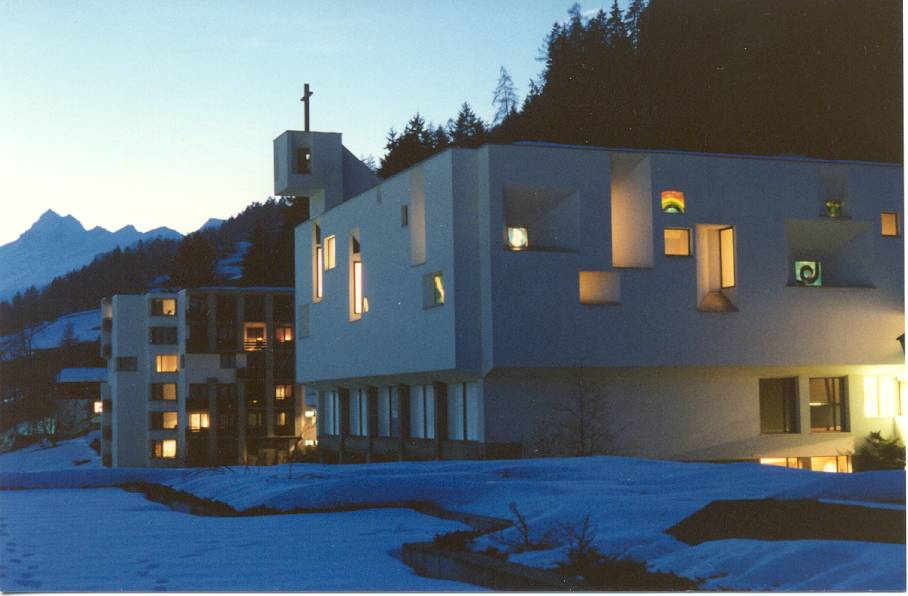
Erleuchtete Klosterkirche
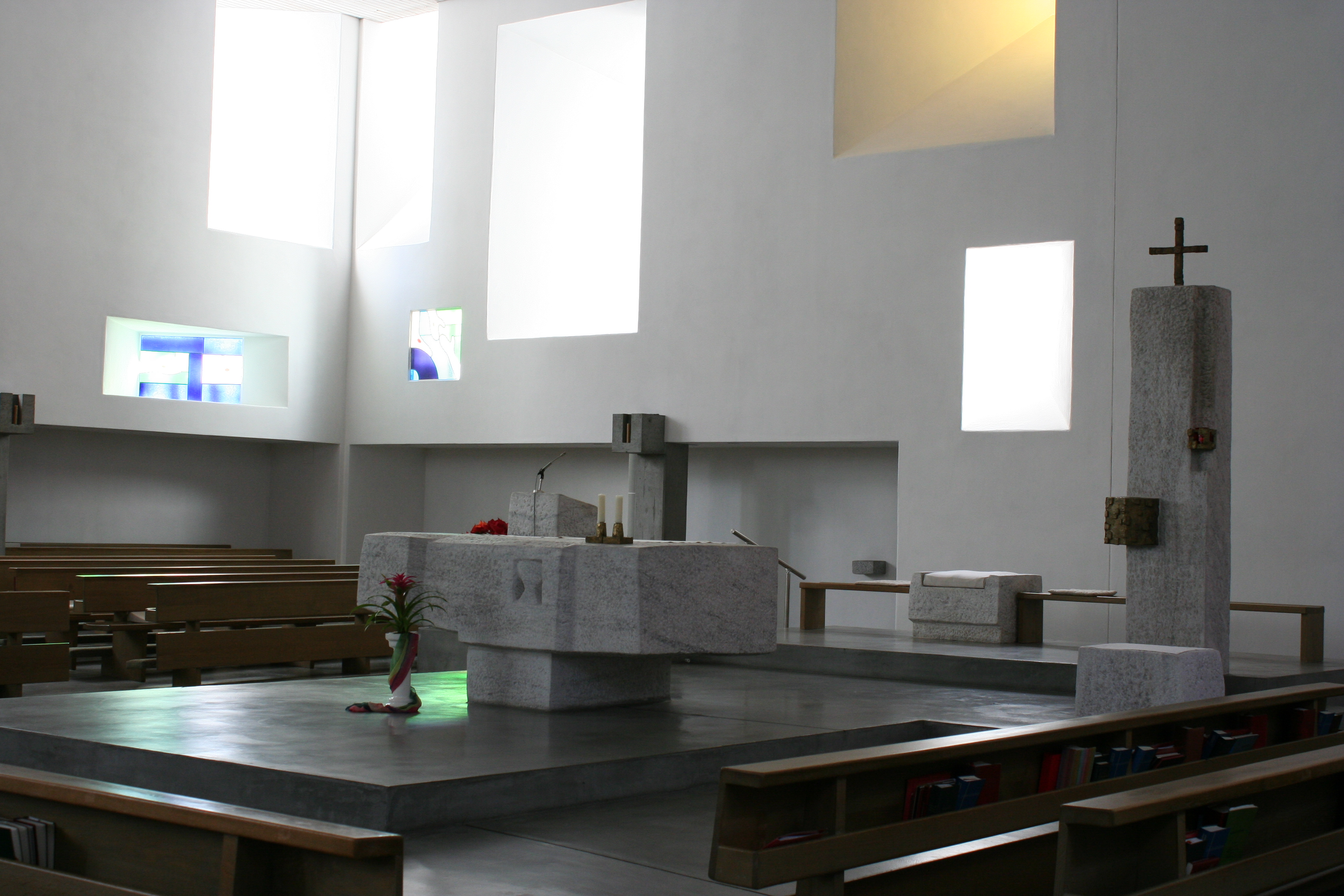
Klosterkirche innen
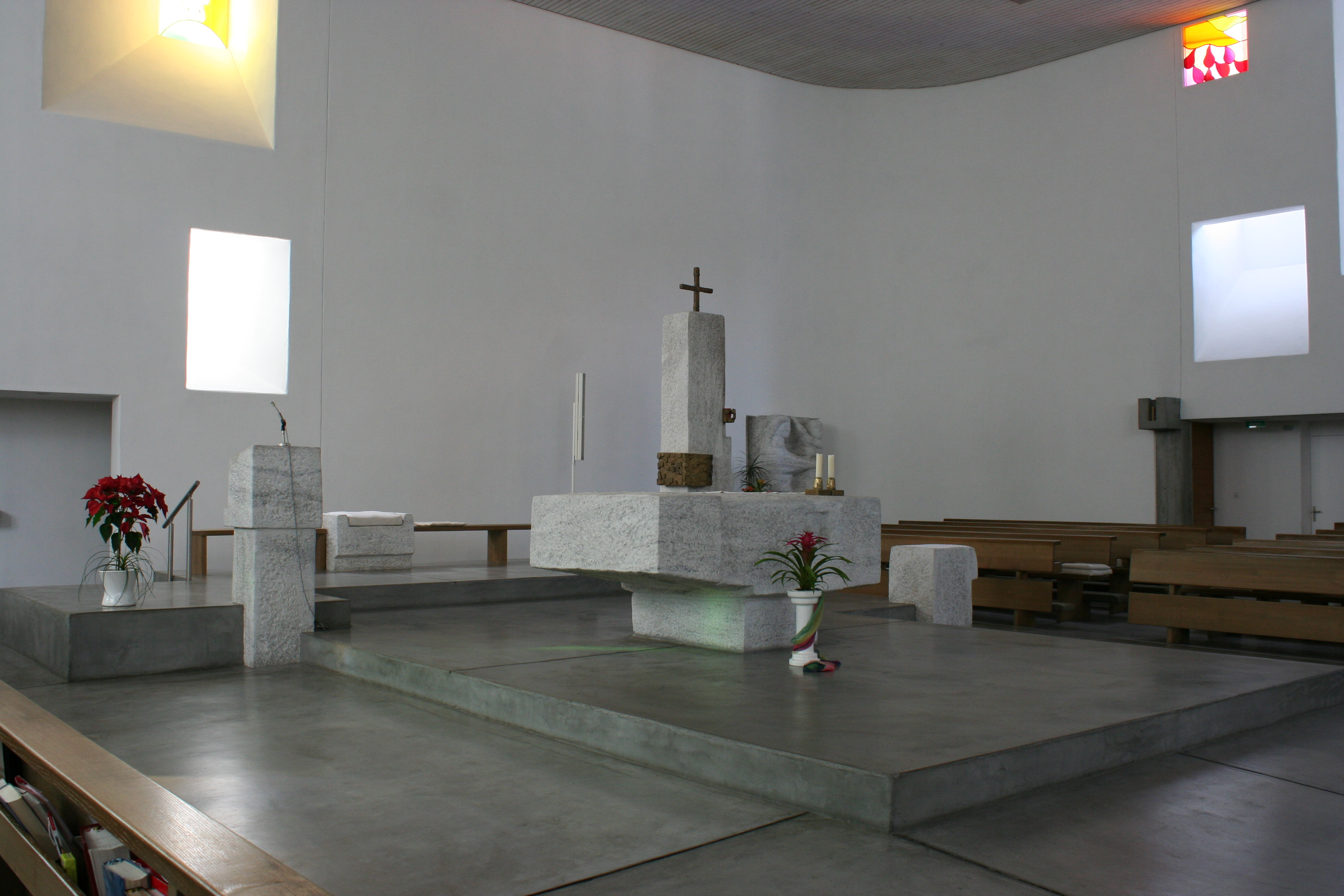
Altarraum der Klosterkirche
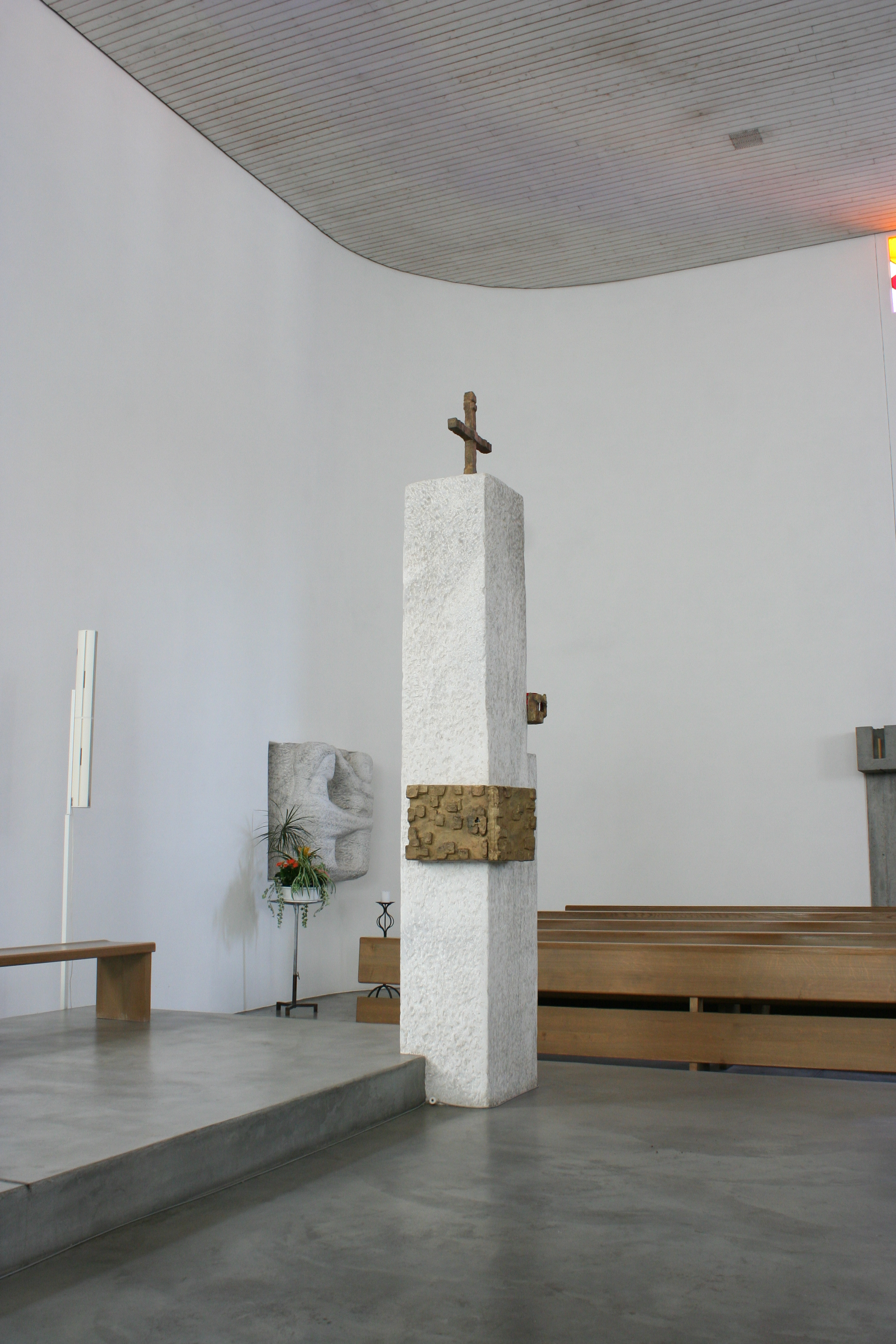
Tabernakel
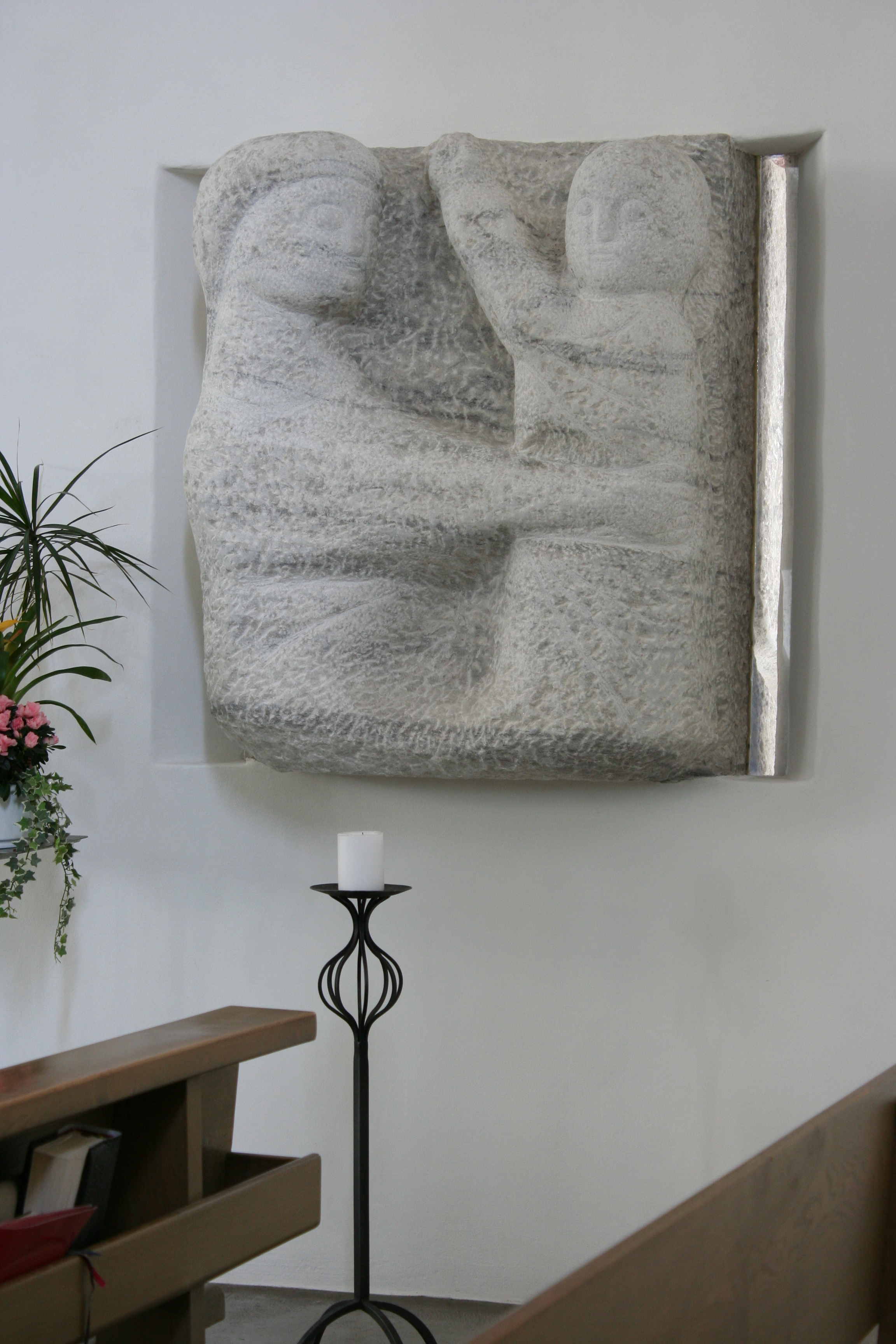
Muttergottes mit Kind
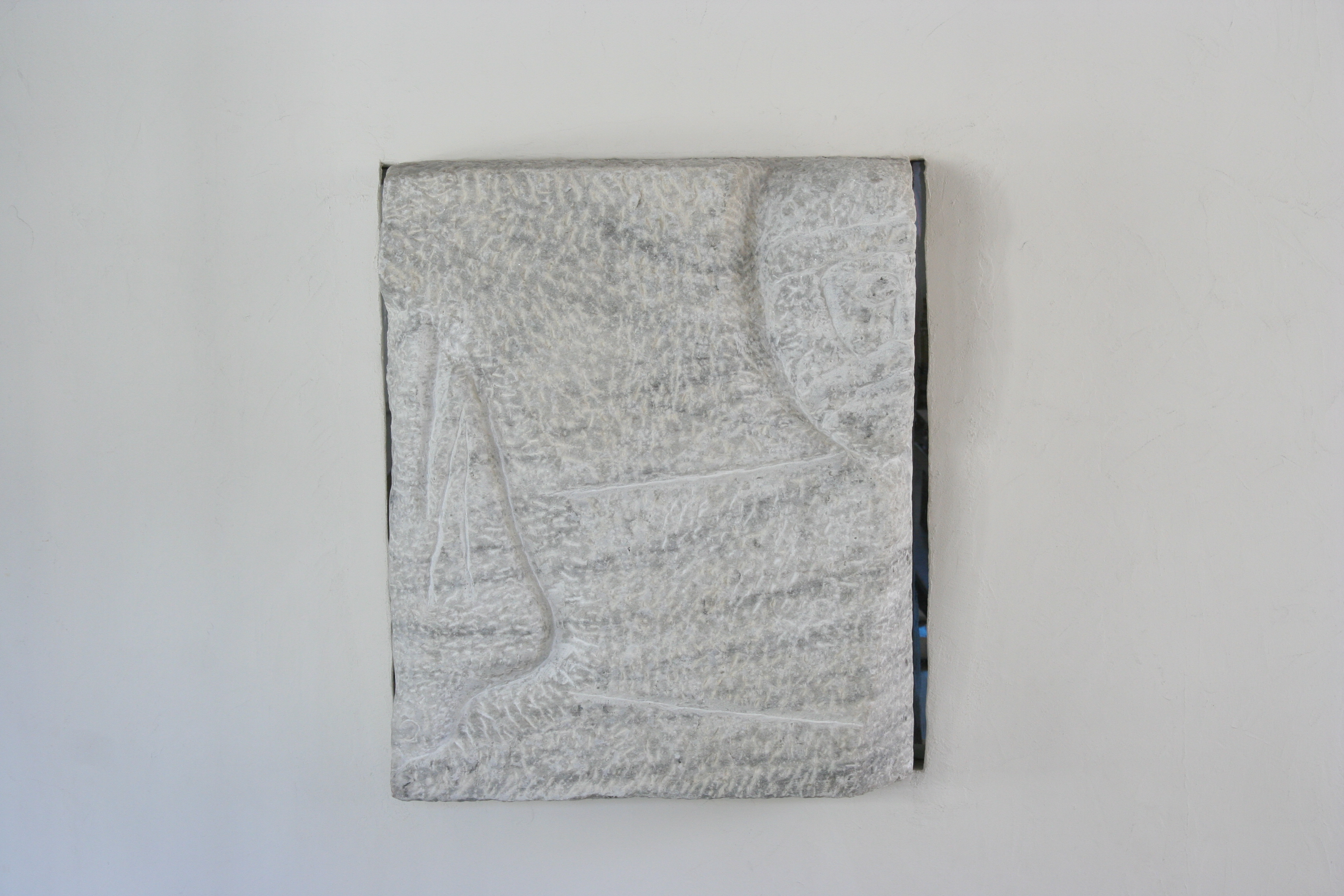
Hl. Dominikus (rechts) mit Geisttaube

### Glasfenster
Ein wesentliches Gestaltungsmerkmal der Klosterkirche sind die 12 Glasfenster, die vom Zürcher Künstler Max Rüedi geschaffen wurden.
- Der Paradiesesbaum: „Und Gott der Herr liess aus dem Erdboden allerlei Bäume aufspriessen, lieblich zum Anschauen und gut zur Nahrung, den Lebensbaum aber mitten im Garten und auch den Baum der Erkenntnis von Gut und Böse“ (Gen 2,9). Am Anfang der Menschheitsgeschichte steht der Baum: grün, frisch, lebendig, mit der köstlichen Frucht in der Mitte. Und doch ist dieser Baum nicht zur Nahrung des Menschen bestimmt, sondern als Herausforderung zur Entscheidung. Die Versuchung aber wird nicht bestanden: „Da nahm die Frau von seiner Frucht, ass und gab auch ihrem Mann neben ihr, und auch er ass“ (Gen 3,6), und sofort beginnt die Macht der Schlange. Diese gleitet am Baumstamm hinunter, so in der Anordnung der Fenster, und bringt den Tod. Im Paradiesesbaum aber wurde seit alters die Beziehung zum Holz des Kreuzes erkannt: „Vom Baum des Paradieses kam der Tod, vom Baum des Kreuzes erstand das Leben; der einst am Holze gesiegt hat, wurde auch am Holze besiegt“ (Präfation der Passionszeit). Das erste Fenster bereits trägt den Ansatz zu Leben, Tod und Erlösung in sich. Die Geschichte des Heils für uns Menschen hat begonnen.
- Die Schlange: Stark ist die Präsenz der Schlange. Das Fenster ist eines der grössten und ohne innere Nische. Die Schlange ist aufdringlich, vordergründig, sie ragt in den Kirchenraum hinein, sie demonstriert ihre sogar hier beanspruchten Rechte. Ihr Widerschein legt sich oft bedrohlich auf den Altar. Diese Schlange des zweiten Fensters ist identisch mit jener des achten, „Abstieg zur Hölle“. Es ist der gleiche dunkle Schlangenleib, im zweiten noch lebendig gleissend, im achten Fenster jedoch unbeweglich, tief im Tode hausend, beinahe vergessen und deshalb umso gefährlicher. Tod und Schlange werden in einem Bild gesehen. Mit der Schlange tritt der Tod, der Feind des Lebens, in die Welt. Und doch trägt dieses kälteste Fenster der Kirche eine Verheissung in sich: „Da sprach der Herr zur Schlange: Weil du dies getan hast, verflucht seist du… Feindschaft will ich setzen zwischen dir und der Frau, zwischen deinem Samen und ihrem Samen; er wird dir den Kopf zertreten, und du wirst ihn an der Ferse treffen“ (Gen 3,14–15). Das achte Fenster bringt den letzten Satz zum Ausdruck: Jesu Fuss mit der Todeswunde auf dem Schlangenleib.

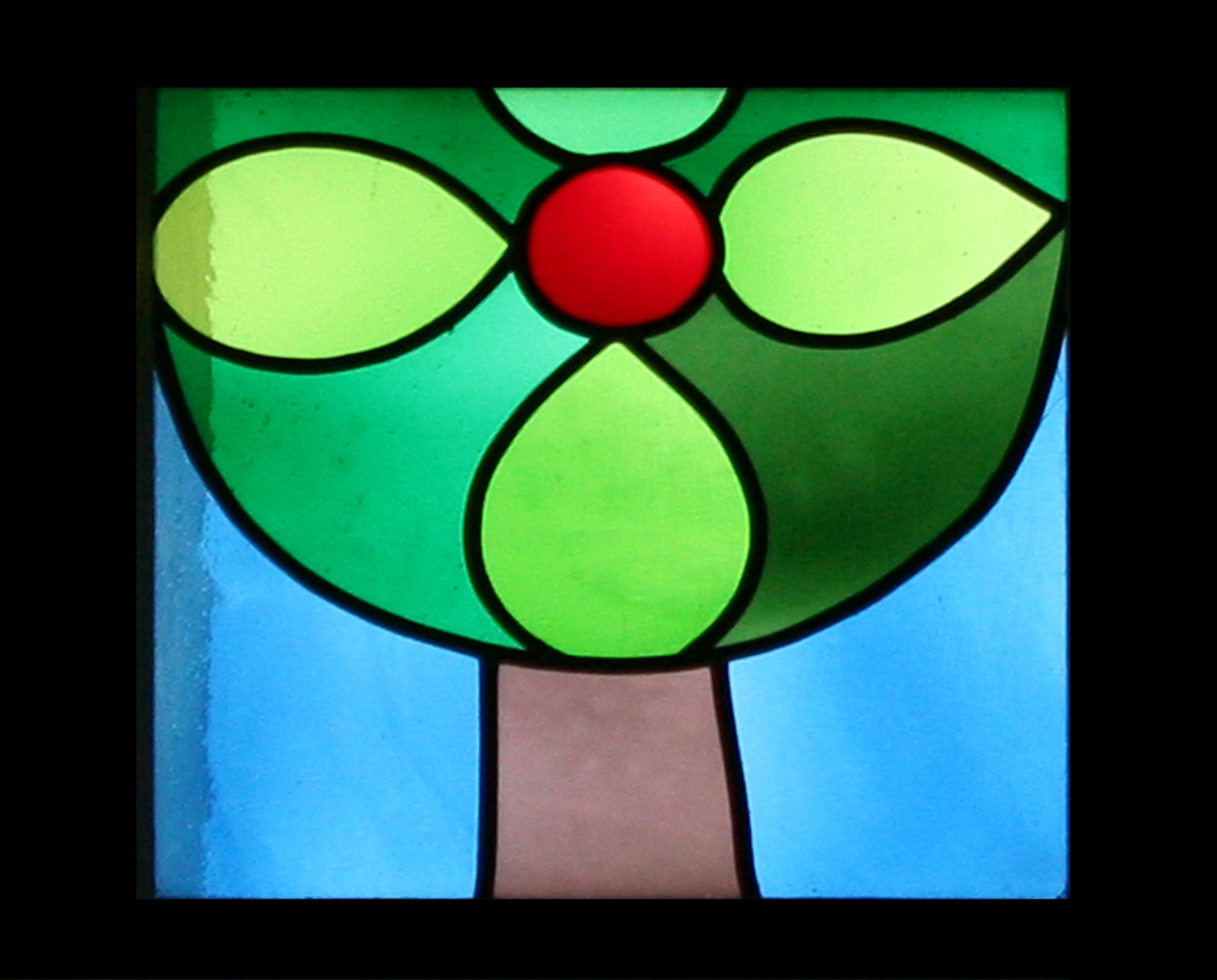
Paradiesesbaum
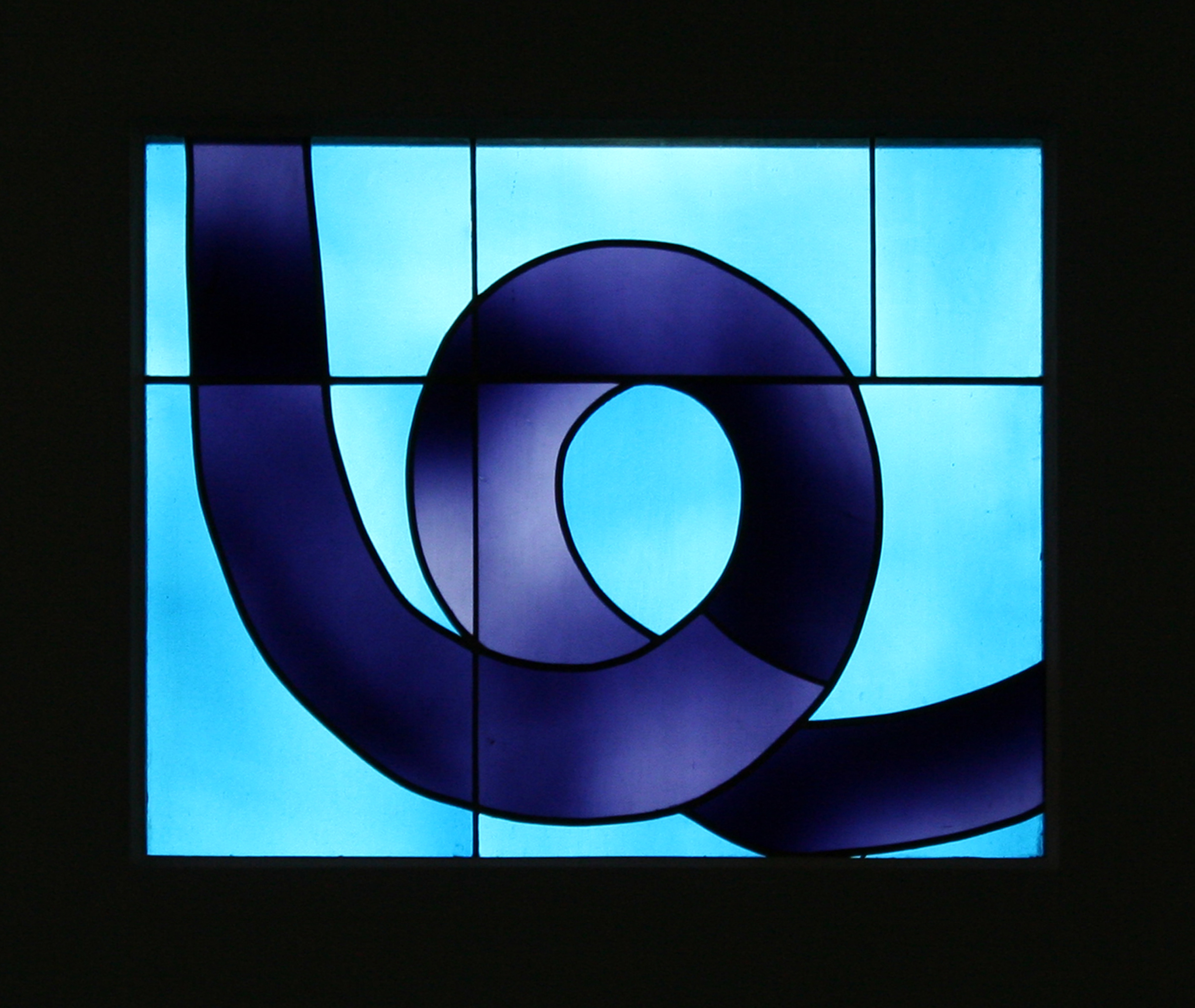
Schlange
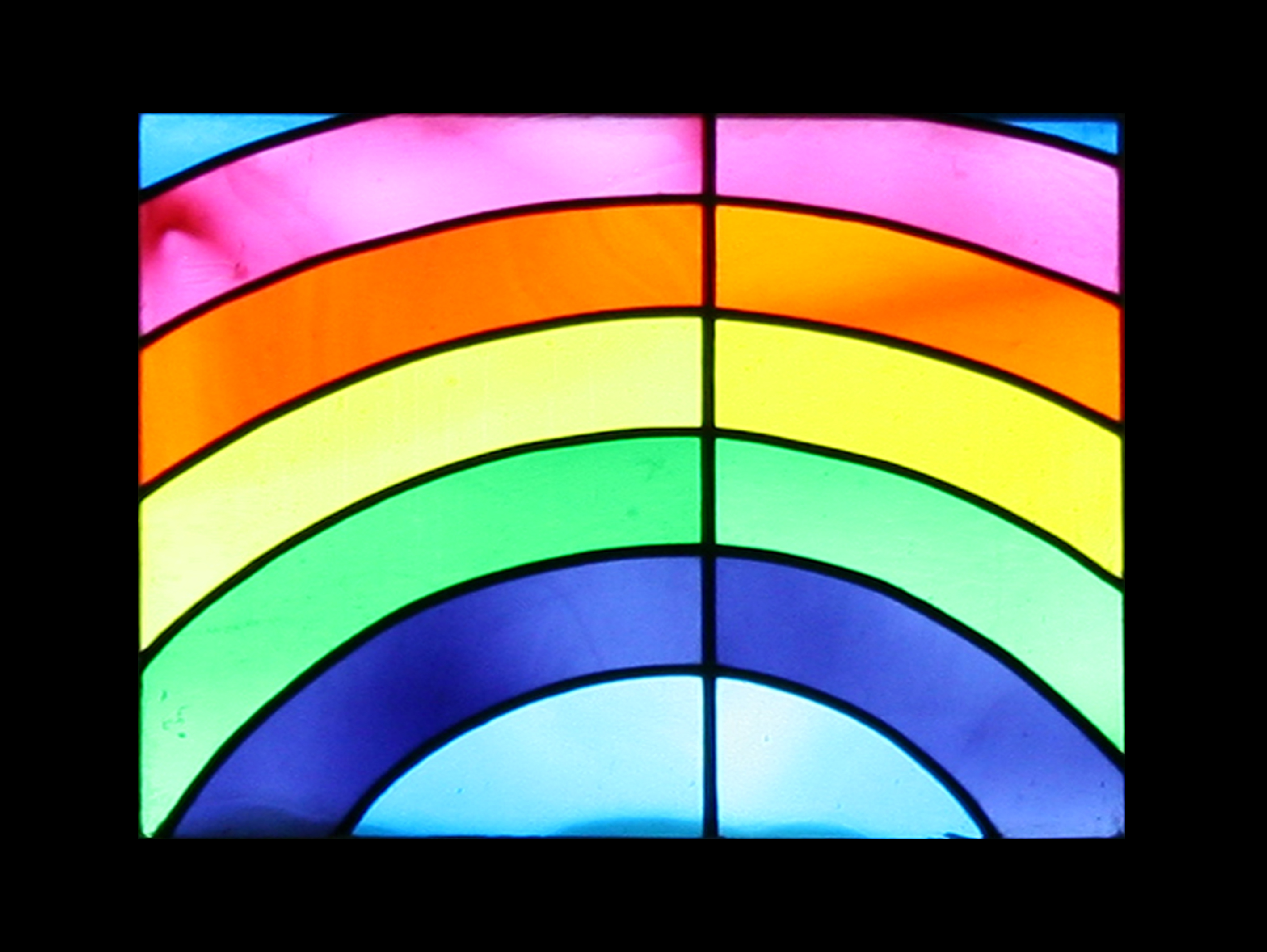
Regenbogen
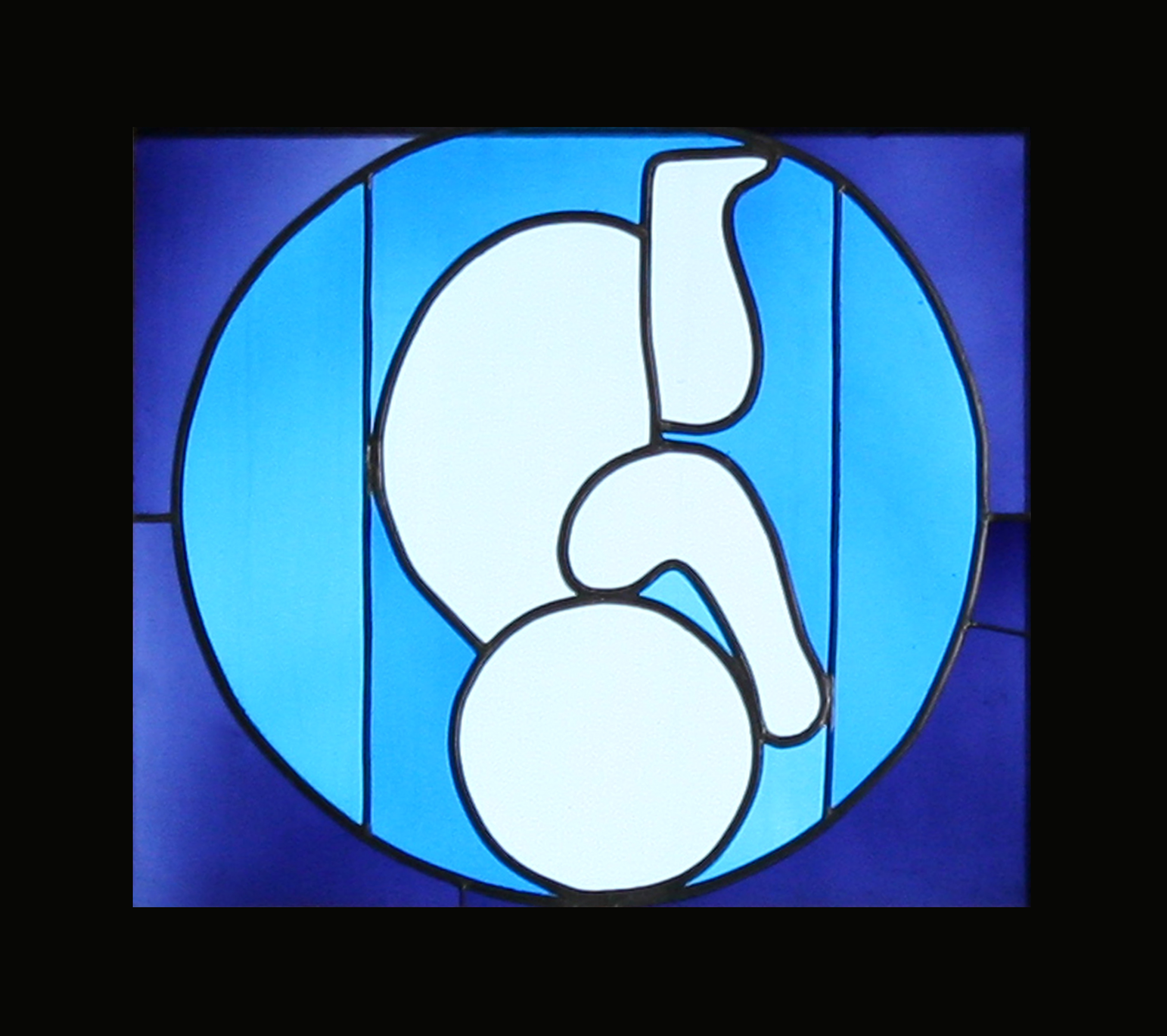
Menschwerdung

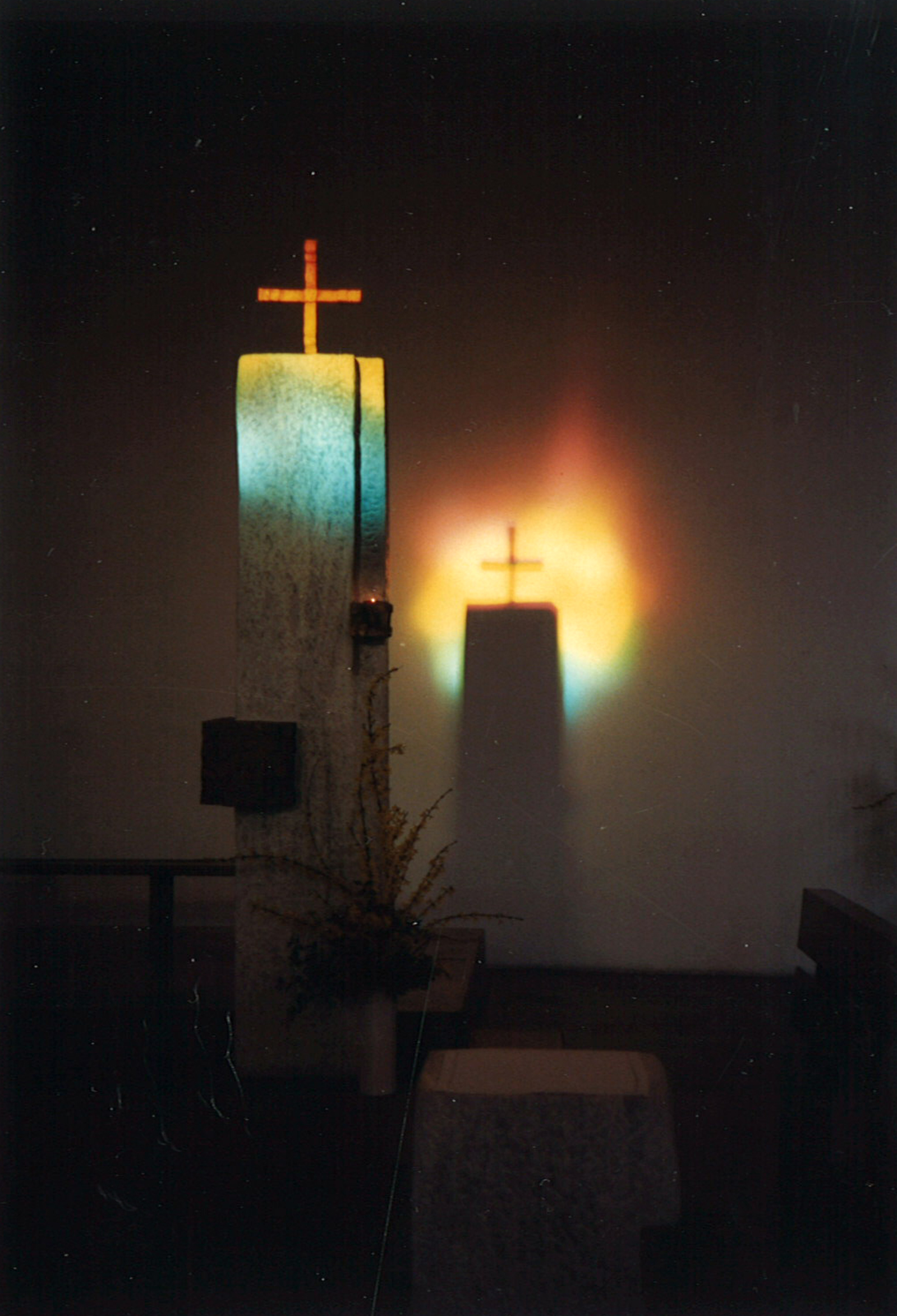
Tabernakel im Licht der Glasfenster

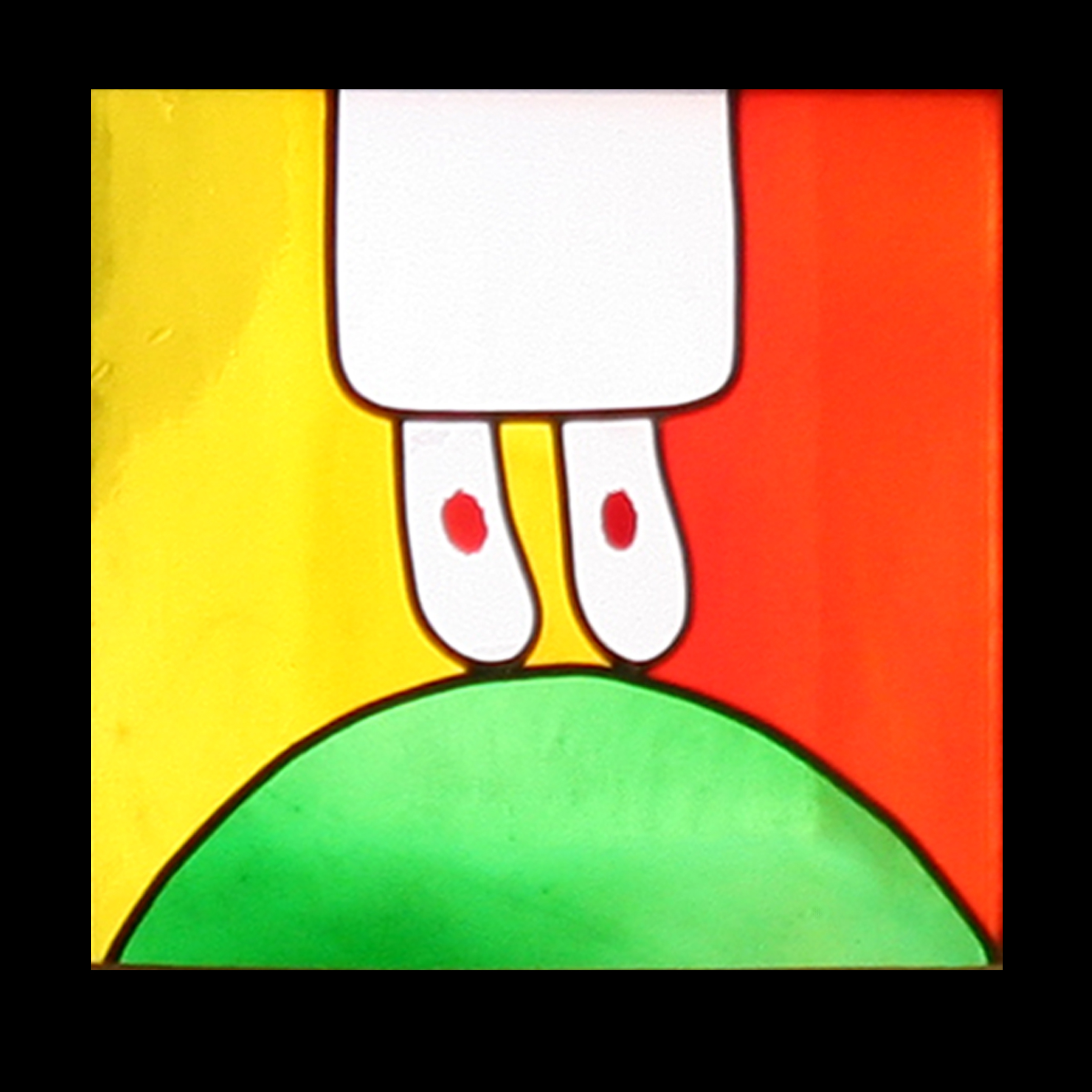
Himmelfahrt

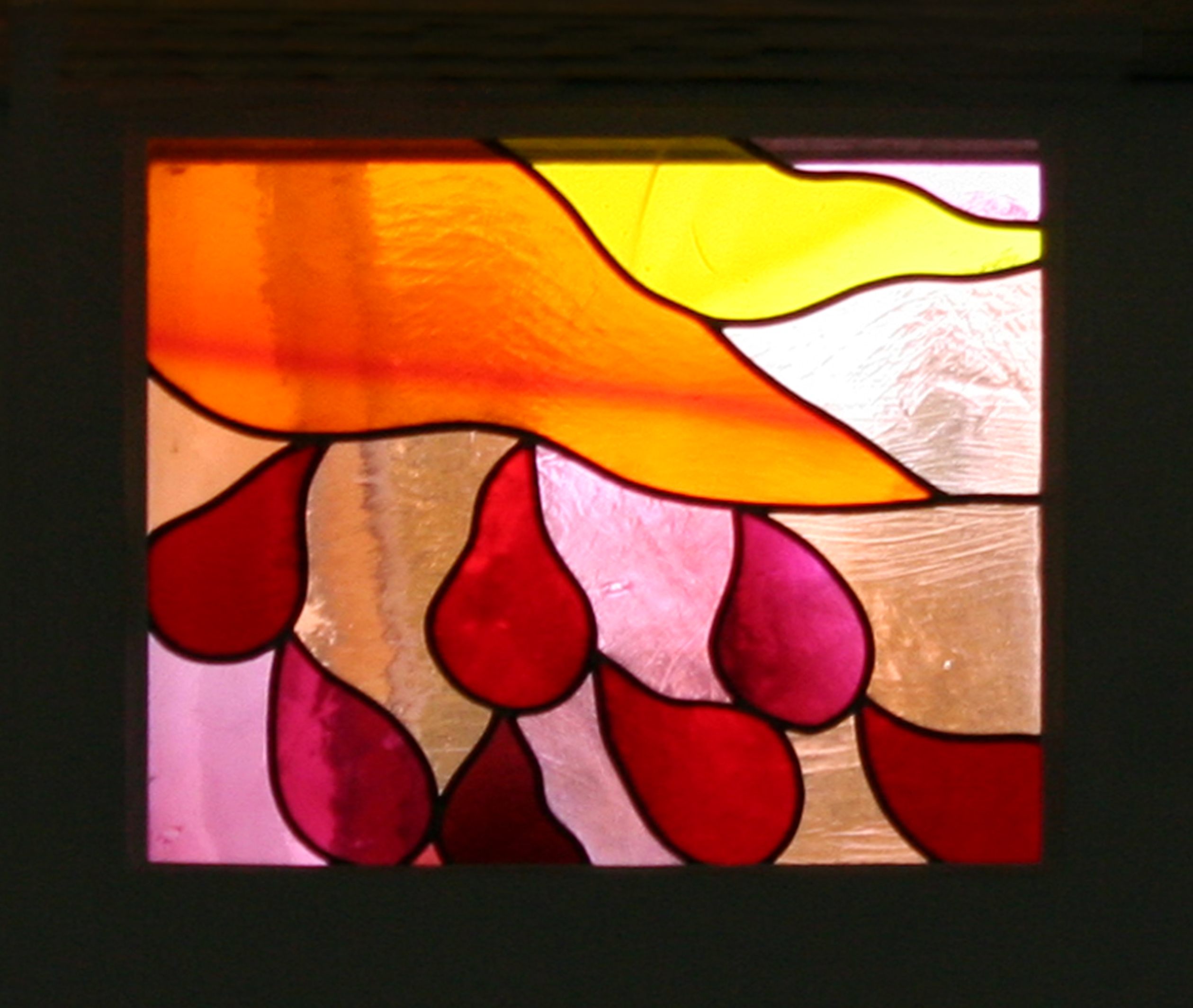
Pfingsten

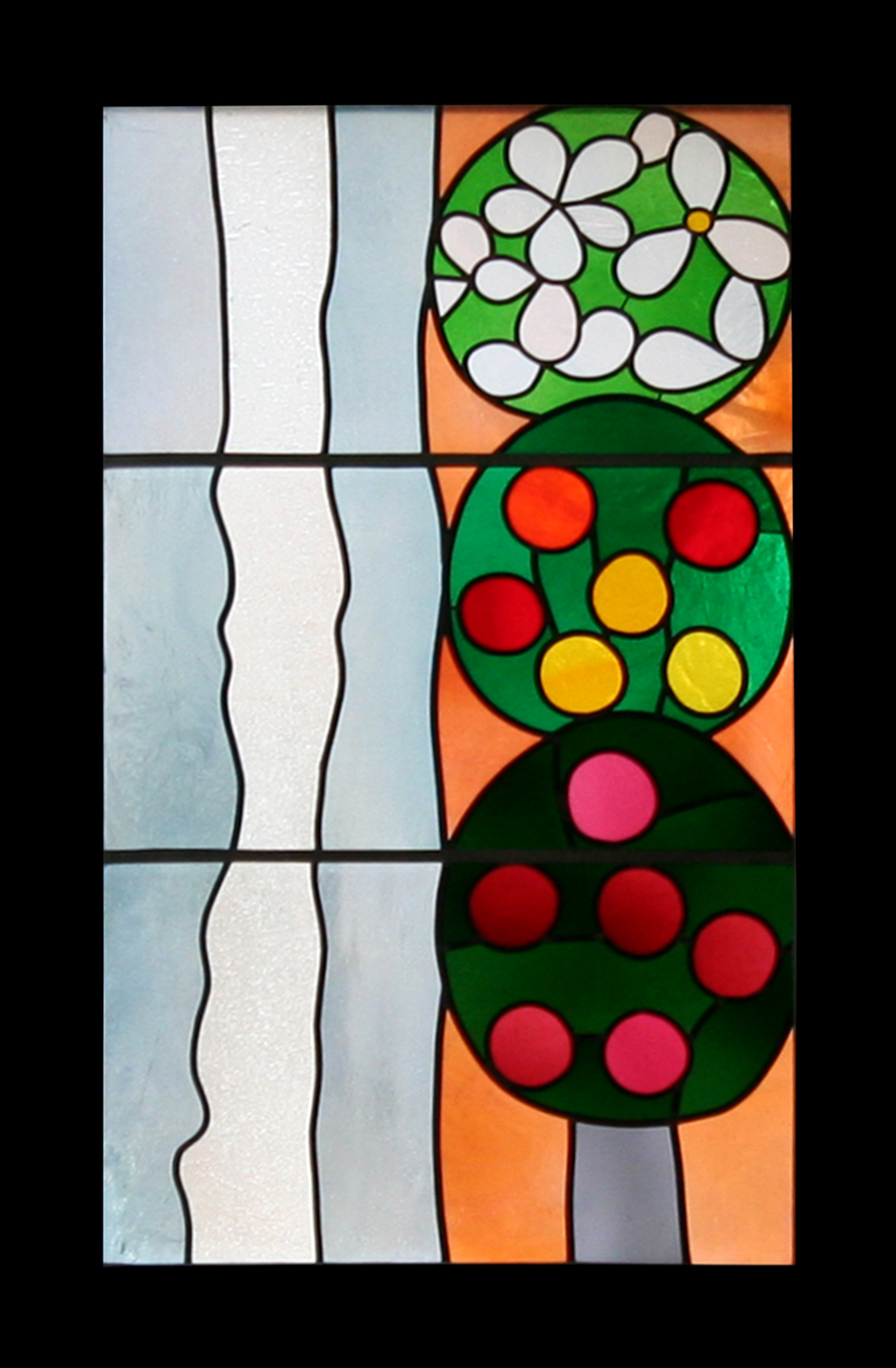
Lebensstrom

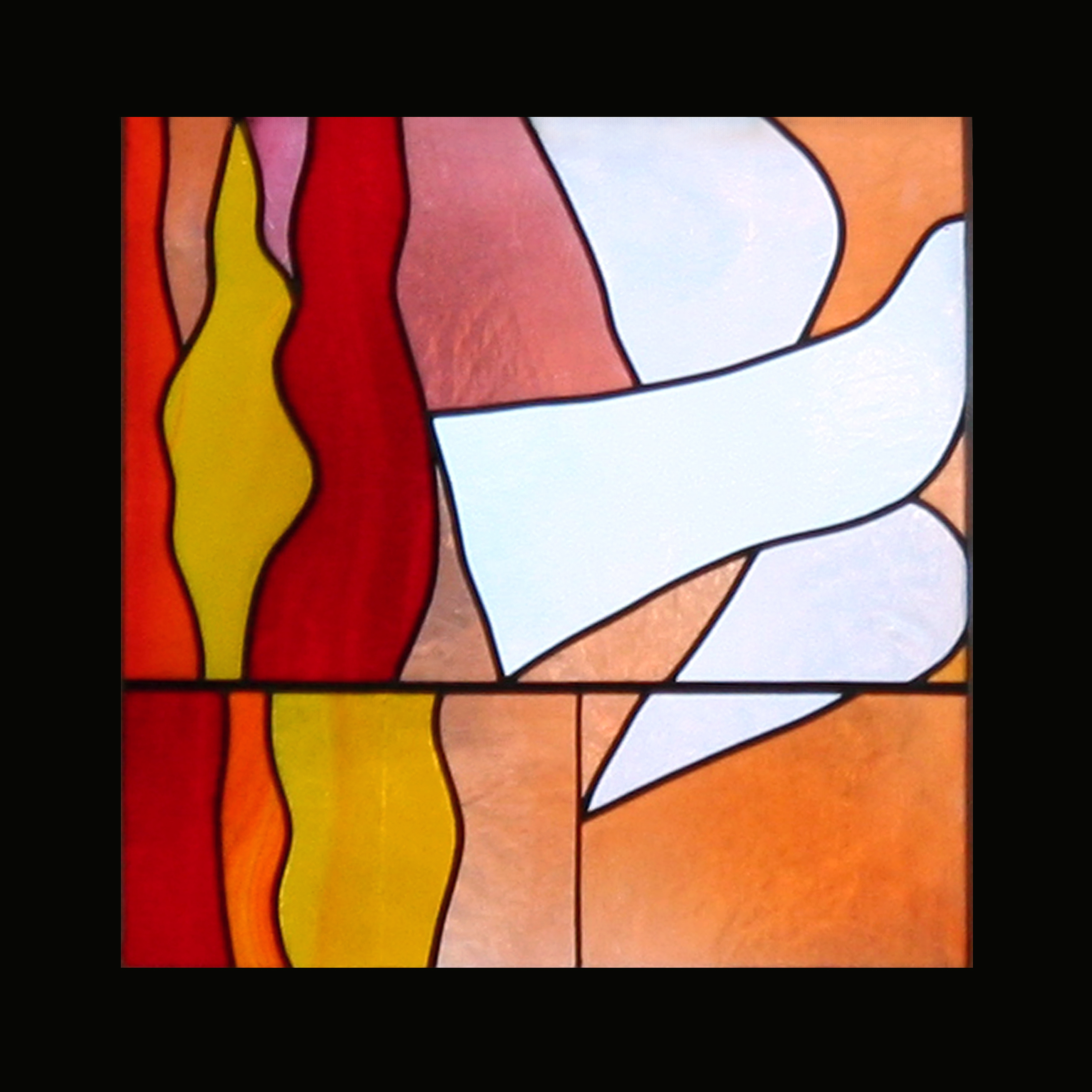
Vollendung

- Der Regenbogen: Nach der Sintflut, die der Todesbiss der Schlange nach sich gezogen hat, schenkt Gott allen Geschöpfen wieder seine Zuwendung. „Der Regenbogen ist das Zeichen des Bundes, den ich zwischen mir und euch stifte und zwischen jeglichem Lebewesen bei euch auf ewige Zeiten“ (Gen 9,12). Auch dieses Fenster mit einem alttestamentlichen Ereignis weist über sich hinaus in den neuen Bund. Der Bogen leuchtet auf als Verheissung. Schon hier erscheint die Herrlichkeit Gottes, die wir an Weihnachten feiern. Die Herrlichkeit erscheint in der Fülle, die Regenbogenfarben enthalten das ganze Licht, nur gebrochen, um es für uns Menschen fassbar zu machen. Vor dieser Buntheit können wir nur staunen: „Wie schön sind deine Strahlen“ (Paul Gerhard im Weihnachtslied). Das Fenster steht im Osten, „im Aufgang“ sahen die drei Weisen den Stern. Die Farben greifen über die ganze Kirchendecke hin weg, in deren Mitte still der Stern leuchtet. Ausserdem steht das Fenster ganz oben an der Decke und in einer sich breit öffnenden Nische. Die Herrlichkeit Gottes breitet sich aus und senkt sich auf unsere Niedrigkeit. Das verweist sowohl auf den Bogen nach der Sintflut wie auch auf die Menschwerdung Gottes. Der Bogen des Heils reicht vom alten zum neuen Bund.
- Die Menschwerdung: Gott wird Mensch. Er kommt in grosser Einfachheit, er kommt in lieblicher Gestalt, als Kind. Wie jedes Kind zur Welt kommt, so will auch der Sohn Gottes Mensch werden. Denn in seiner Geburt ist Gott uns gleich geworden. Wir können deshalb ohne Furcht zu ihm gehen, ihn sogar umfangen, empfangen. „Fürchtet euch nicht“ (Lk 2,9). Das Bild deutet in der umgebenden Rundung zugleich den bergenden Mutterschoss wie die Gestalt der Hostie. Die Geburt Jesu aus dem Schoss der Jungfrau weist aber stets weiter auf die Geburt Gottes in unserm eigenen Herzen, wie es Angelus Silesius in seinem bekannten Sinnspruch sagt:

„Wird Christus tausendmal zu Bethlehem geboren

und nicht in dir, du bleibst noch ewiglich verloren“.
- Die Fusswaschung: Mit der Fusswaschung beginnt die Erniedrigung des Sohnes Gottes. Von jetzt an muss er, im Gehorsam gegenüber dem Vater, unten durch. Die folgenden Fenster verleihen in ihrer Anordnung diesem Abstieg sinnvollen Ausdruck, indem sie am untern Rand der Kirchenmauer verlaufen. In der Fusswaschung verdemütigt sich der Herr in einem sehr sprechenden Tun. Doch was die Sinne erfassen: die helfende, dienende, demütige Gebärde der Hände am Fuss des Jüngers, übersteigt unser Begreifen. Darum die Frage: „Versteht ihr, was ich euch getan habe?“ (Joh 13,12). „Wir müssen langsam lernen, dass demütiger Dienst am Mitmenschen von den Jüngern des Meisters gefordert wird, selbst wenn dabei, wie hier, die eigenen Hände unter die Füsse des andern zu liegen kommen.“[11] Die Szene der Fusswaschung ist ein Teil aus dem Geschehen des Abends, „da Jesus wusste, dass seine Stunde gekommen war“, und da er den Seinen in der Welt „seine Liebe bis zum Ende“ erwies (Joh 13,1). In derselben Stunde schenkt er ihnen seinen Leib in der Eucharistie und erklärt sie zu seinen Freunden.
- Die Geisselung: „Wir sahen ihn, und es war kein Anblick, so dass wir Wohlgefallen an ihm fänden, verachtet war er und von den Menschen gemieden, ein Mann der Schmerzen“ (Jes 53,2–3). Was der Evangelist in der Leidensgeschichte Jesu äusserst knapp meldet: „Nachdem er (Pilatus) ihn hatte geisseln lassen“ (Mk 15,15), wird von Jesaia nachdrücklich geschildert. Nichts wird uns, den Betrachtenden, erspart von dem, was damals eine der grausamsten Folter war. Sein Fleisch ist eine einzige Wunde. Jesus hat sich den Schergen ausgeliefert. „Meinen Rücken bot ich den Schlagenden dar“ (Jes 50,6). Es ist sein Leib, sein Fleisch, das er um der Menschen willen angenommen hat. Wie wirklich grausam die Erfahrung dieser Schmerzen sein muss, zeigt die unbarmherzige Realistik, mit der das Sonnenlicht durchs Fenster das ursprüngliche Weiss auf die Mauer malt: es leuchtet nämlich in brauner Leibesfarbe auf, um ja keinen Zweifel an der Echtheit dieses Leidens aufkommen zu lassen. Wenn die Gläubigen im Gottesdienst singend beten: „Herzliebster Jesus, was hast du verbrochen?“ oder „Seht das Lamm Gottes, das die Sünden der Welt trägt“, immer wird bewusst sein, dass nur die massloseste Liebe Jesus dazu bewog, für die Menschen, für seine Freunde, solches auszuhalten.

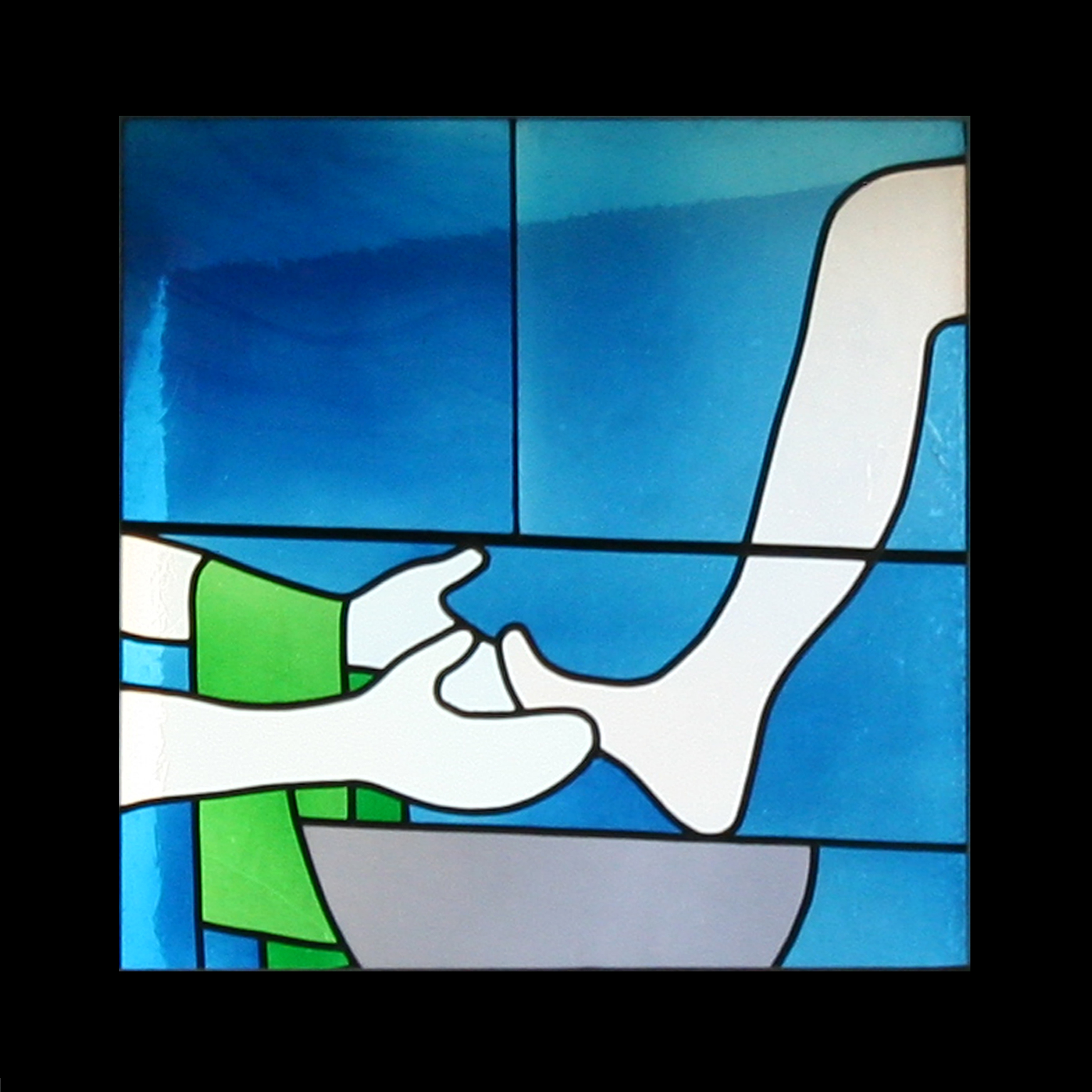
Fusswaschung
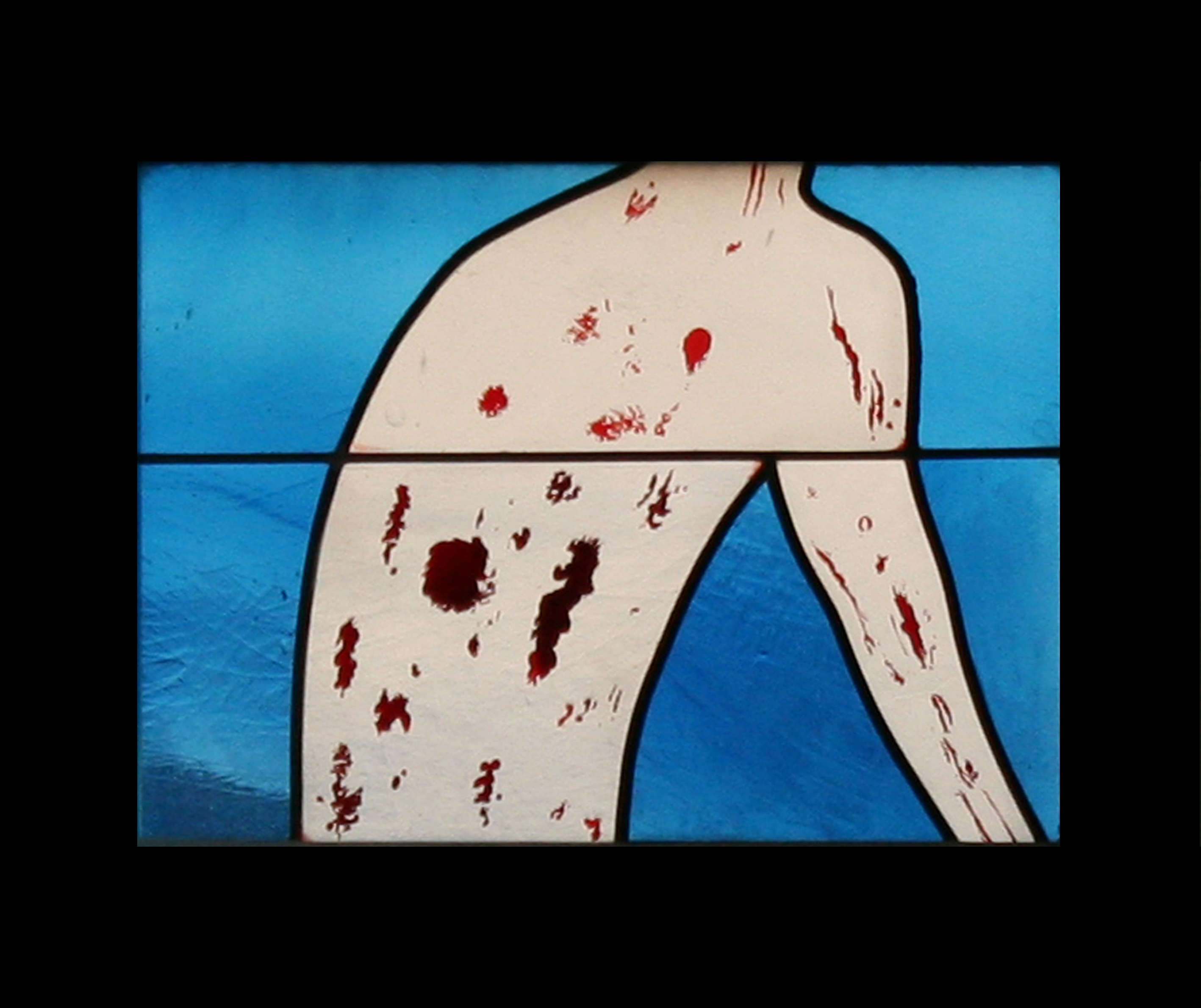
Geisselung
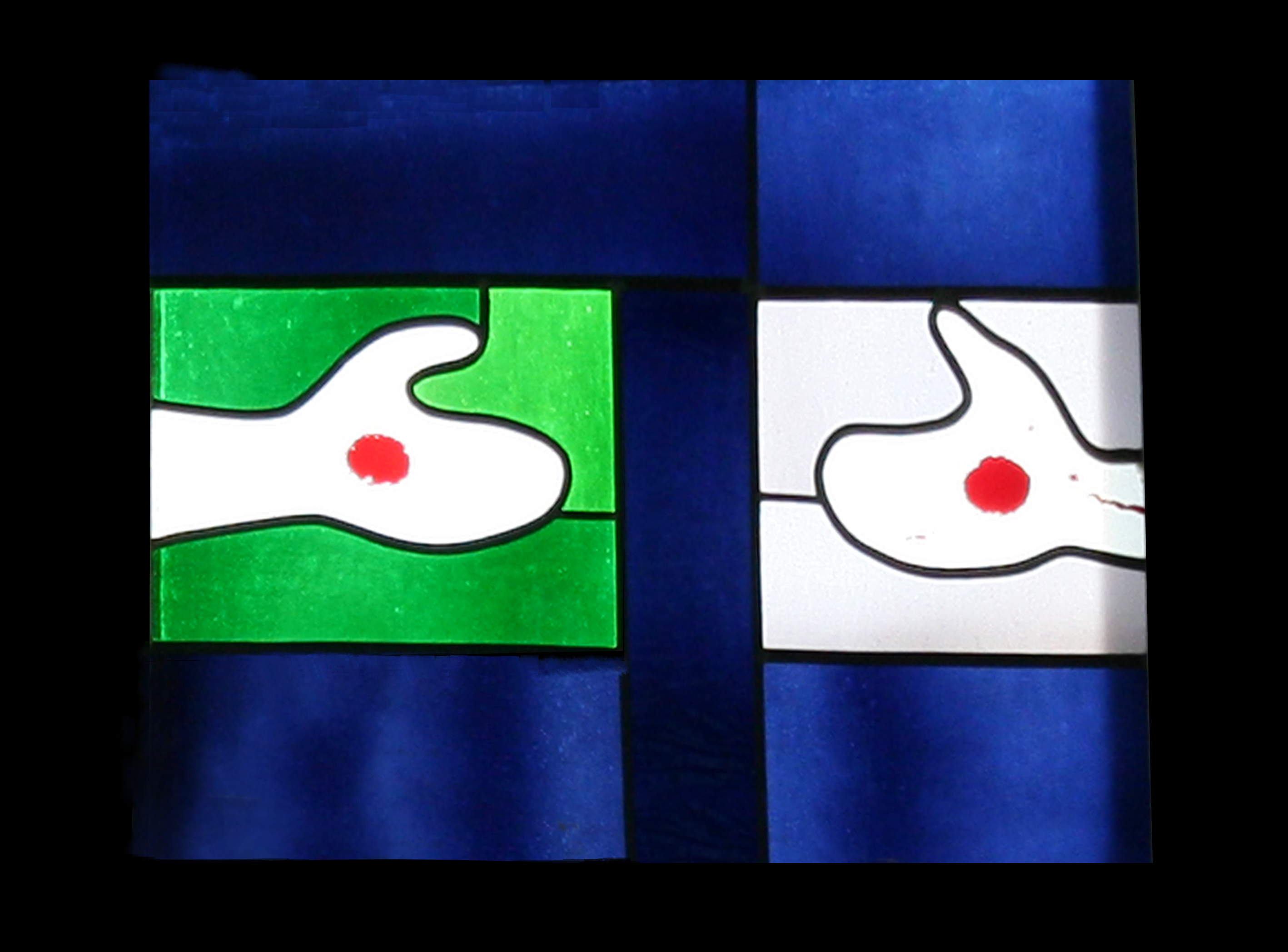
Kreuzigung
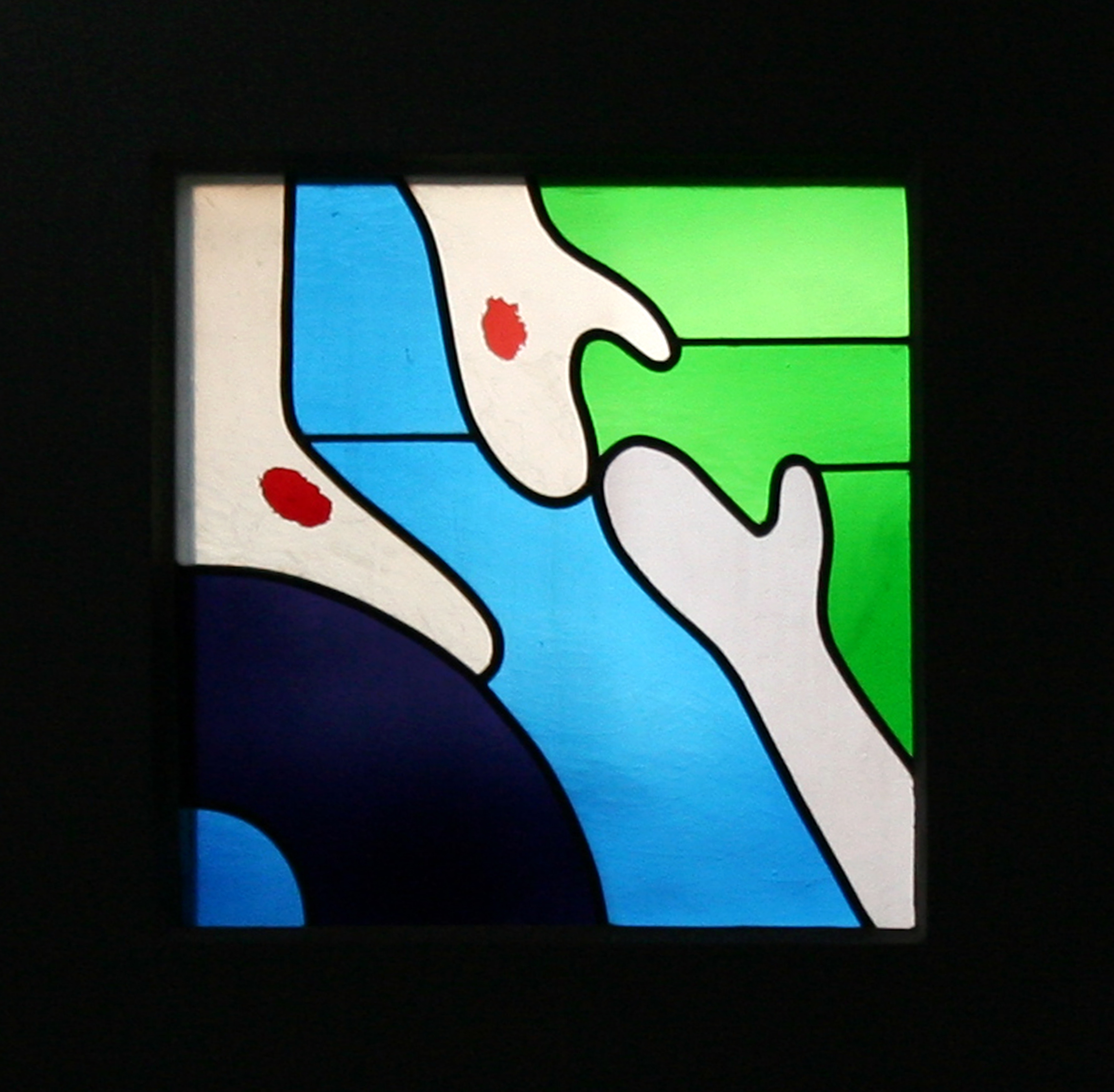
Abstieg

- Die Kreuzigung: „Und dort kreuzigten sie ihn und zwei andere mit ihm“ (Joh 19,18). Nun ist die Auslieferung endgültig: Mit Nägeln ist Jesus ans Kreuz geheftet, allen preisgegeben, wehrlos. Aber diese Auslieferung geschieht nicht ins Leere. Er gibt sich dem Menschen hin, dem Nächsten, dem Mitgekreuzigten. Umgekehrt stösst der andere Ausgelieferte, stossen wir als Betrachter des Glasfensters in unserer äussersten Not auf die Not Jesu. Die verwundeten Glieder berühren sich beinahe. „Aber auch wir Menschen tragen das Wundmal vergossenen Blutes, aushalten wie Jesus müssen wir unsern Schmerz.“[11] Hier wir das Wort des Apostels Paulus wahr: „Mit Christus bin ich ans Kreuz geheftet“ (Gal, 2,19). In einer solchen Situation fällt alles ab, alles Rühmliche und Selbsterrungene: „Ich jedoch will mich nicht rühmen, es sei denn im Kreuz unseres Herrn Jesus Christus“(Gal 6,14). Die Wundmale bleiben. Sie gehören fortan zum auferstandenen, zum verherrlichten Christus.
- Der Abstieg: „Das Wort: ‚Er ist aufgestiegen‘, was bedeutet es anderes, als dass er auch hinabgestiegen ist zur Erde?“ (Eph 4,9). Dieses Wort aus der Schrift, zusammen mit dem Satz aus dem apostolischen Glaubensbekenntnis „Abgestiegen in das Reich des Todes“, gibt den Hintergrund zum Geschehnis in diesem Fenster. Dass Christus in den Bereich der Schlange kommt, setzt seinen Tod voraus. Er ist tot. Aber er bleibt nicht im Totenreich, was im Bild deutlich wird. Der Fuss Christi steht auf der Schlange. Obwohl vom Tod überwältigt, bleibt er frei unter den Toten und überwältigt den Tod in seinem eigenen Tod. „Verschlungen ist der Tod im Sieg. Wo ist, o Tod, dein Sieg? Wo ist, o Tod, dein Stachel?“ (1 Kor 15,54–55). Für den Betrachter des Glasfensters, der ebenfalls dem Todesbiss der Schlange ausgesetzt ist, ist von grossem Trost, dass Jesus Christus mit uns Menschen ist in unserer Stunde des Todes. Er hat für uns diese letzte, schwärzeste Nacht ausgekostet. So singen die Gläubigen:

„Wann ich einmal soll scheiden, so scheide nicht von mir,

wann ich den Tod soll leiden, so tritt du dann herfür.

Wann mir am allerbängsten hier um das Herz wird sein.

so reiss mich aus den Ängsten kraft deiner Angst und Pein.“

(Paul Gerhardt / O Haupt voll Blut und Wunden).
- Die Himmelfahrt: Die Auferstehung Jesu von den Toten und seine Himmelfahrt sind ein Geschehnis, und dies stellt das Fenster ‚Himmelfahrt‘ dar. Dass der Abstieg der Auffahrt vorausgehen musste, zeigt die Anordnung der Fenster: der Sprung aus der Tiefe. Während der Höllengang wie die andern Bilder der Passion am unteren Mauerrand liegt, strahlt der auferstandene Christus ganz oben auf. „Vom Vater ausgegangen, zum Vater zurückgekehrt, ausgeschritten zu der Hölle, heimgekehrt zum Throne Gottes“, und dies, nach dem Psalm 19 im Bild der Sonne, „die wie ein Bräutigam aus der Kammer hervorgeht, freudig wie ein Held ihre Bahn durchläuft“ (aus dem Weihnachtshymnus des heiligen Ambrosius). Noch einmal, wie der Bogen nach der Sintflut, der zugleich das Fest der Erscheinung an Weihnachten bedeutet, strahlt auch dieses Fenster den Glanz der Farben von oben aus: Gelb, Rot, Grün schimmern in lichtvoller Herrlichkeit. Diese beiden Fenster stehen sich im Kirchenraum gegenüber, und der Widerschein des Regenbogens breitet sich im März und im September genau unter der Himmelfahrt aus. Wenn gar am Auffahrtstag beim feierlichen Gottesdienst die ganze intensive Farbenpracht der östlichen Wand in die Kirche strömt, begreift der Betrachter etwas von der Herrlichkeit, die den Kreis von Bogen zu Bogen schliesst, vom Aufgang zur Auffahrt. „Uns aber, den Kindern dieser Erde, deren Blick der Herr entschwindet (vgl. Apg 1,9), bleibt die tröstliche Zuversicht, dass die Füsse des Herrn wirklich unsere Erde berührt haben (oft, gegen Abend bedeckt der Widerschein dieses Fensters den Kirchenboden mit bunten Tupfen) und dass die Wundmale mitgenommen sind als unverlierbares Angebinde der Menschheit, die nun im Himmel ist.“[11]
- Pfingsten: „Und plötzlich entstand vom Himmel her ein Brausen, wie wenn ein gewaltiger Sturm daherfährt, und erfüllte das ganze Haus, worin sie sassen. Und es erschienen ihnen Zungen, die sich zerteilten, wie von Feuer“ (Apg 2,2–3). Wer in den Bereich dieses Feuersturms gerät, wird entzündet, mitgerissen und bis ins Innerste erfüllt von dieser gewaltigen Kraft. In sieben Feuerzungen kommt der Heilige Geist im Bild des Fensters auf uns zu, und keine Zunge gleicht der andern. Wie damals die Jünger in vielen verschiedenen, ihnen fremden Sprache redeten, so will der Heilige Geist auch unsere Zungen lösen in befreiender Vielfalt. Er kommt als Beistand, als Lehrer, aber auch als Tröster. Er ist Labsal in der Not, Kühlung in der Hitze, Leben in der Dürre, Wärme in der Kälte, er löst unsere Starrheit und kommt als Gast, der Herz und Sinne erfreut (Sequenz an Pfingsten). Der pfingstliche Geist erfüllt nicht nur unser persönliches Innerste, sondern „Der Geist des Herrn erfüllt den Erdkreis, und der das All umfasst, weiss alles, was geredet wird“ (Weish 1,7).
- Der Lebensstrom: „Und er zeigte mir einen Strom des Wassers des Lebens, klar wie Kristall… Zu beiden Seiten des Stromes standen Bäume des Lebens, die zwölf Früchte tragen, indem sie jeden Monat ihre Frucht bringen; und die Blätter der Bäume dienen zur Heilung der Völker“ (Apk 22,1–2). Wieder kommt der Baum des Lebens ins Bild wie im ersten Fenster. Aus dem einen Baum aber sind deren drei geworden, aus einem Stamm gewachsen. Zwölf Früchte reifen je zu ihrer Zeit. Das ist ein neues Bild vom Paradies, aber anders: die Blüten sind entfaltet, die Frucht zum Essen bereit, im Gegensatz zum ersten Baum, dessen Frucht verschlossen im Innern liegt. Denn hier heisst es: „Zur Nahrung dienen die Früchte und ihre Blätter zur Arznei“ (Ez 47,12). Aber auch die Menschen sind mit den Bäumen gemeint: „Er ist wie ein Baum am Wasser gepflanzt, sein Laub bleibt grün und unaufhörlich trägt er Früchte“ (Jer 17,8). Ausschlaggebend also ist das Wasser, der Quell, der Bach, der Strom. Von hierher strömt das Leben. Der Mensch selbst steht zwischen dem ‚schon jetzt‘ und dem ‚noch nicht‘. „Wir sind Erlöste, tragen Frucht, schenken Heilung, und doch schauen wir Gott nicht. Wenn auch der Baum an jenen des Paradieses erinnert, ist hier keine Rückkehr zum Ursprung. Aber ebenso wenig ist es ein Ende in passiver Ruhe. Das Leben strömt vielmehr in ewiger Bewegung, gezeugt und getragen vom lebendigen dreifaltigen Gott.“[11]

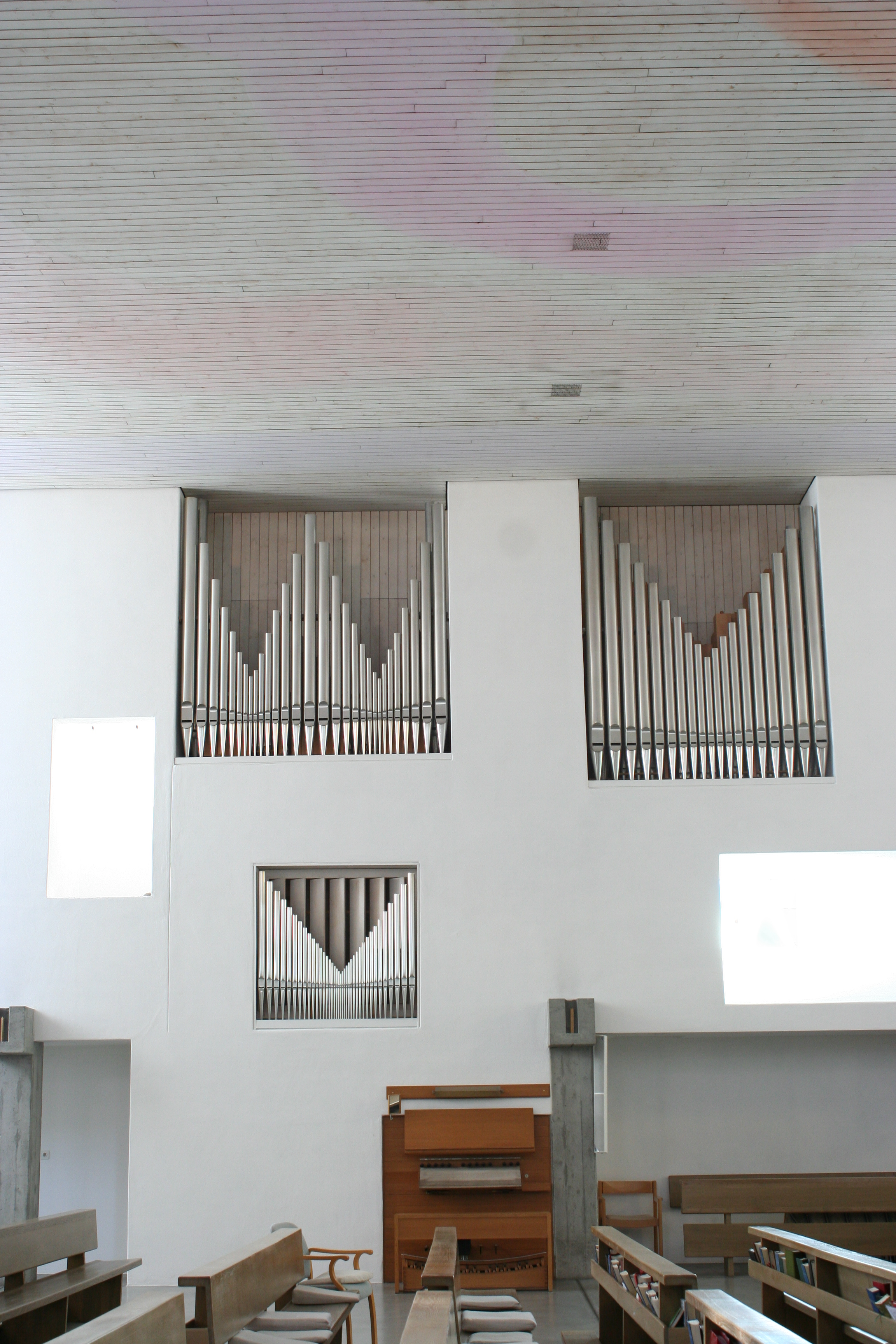
Mathis-Orgel von 1972

- Die Vollendung: Der Vogel, der dem Feuer entrinnt, ist ein Bild für die letzte Läuterung und Befreiung des Menschen. „Denn du hast uns geprüft, Gott, hast uns geläutert, wie man Silber läutert… Wir sind durch Feuer und Wasser gegangen, aber du hast uns geführt ins Weite“ (Ps 66,10–12). „Unsere Seele ist wie ein Vogel, der dem Netz der Vogelsteller entronnen, das Netz ist zerrissen, und wir sind frei“ (Ps 124,7). Durch Feuer und Wasser ging der Weg, an Pfingsten und Ostertaufe wird erinnert. Die Zusammenhänge sind sichtbar im rosa Hauch, der hinter den drei letzten Fenstern liegt wie ein geahnter Glanz des Kommenden. "Die Fesseln des Netzes, das ist des Todes, sind zerrissen, singen wir doch in den Kartagen: „Du wolltest vom Tod gefesselt werden, um uns von den Fesseln des Todes zu befreien“ (Dominikanische Liturgie). Wir und die erlöste Schöpfung mit uns (vgl. Röm 8,22–23) gelangen in eine völlig neue Welt. Der Raum wird gesprengt „ins Weite“, es ist kein Von-vorne-Beginnen in diesem letzten Bild des Zyklus. Der Kopf des Vogels ist unsichtbar, sein Gesicht schaut für uns Unsichtbares: die Herrlichkeit es ewigen Gottes. Denn: „Kein Auge hat es gesehen“ (1 Kor 2,9)."[11]

### Orgel
An der Südwand der Kirche befindet sich die Orgel, die in drei Nischen in verschiedener Höhe in der Wand eingebaut wurde. Das Instrument wurde von Firma Mathis, Näfels, im Jahr 1972 geschaffen, für die Disposition verantwortlich war K. Kolly, Neuenhof. Die Traktur und Registratur erfolgt mechanisch, die Orgel besitzt eine Drehknopfkombination.
| I Hauptwerk C–g3 |       |
| Principal        | 8′    |
| Hohlflöte        | 8′    |
| Octave           | 4′    |
| Waldflöte        | 2′    |
| Mixtur III–IV    | 1 ⁄3′ |

| II Positiv C–g3 |       |
| Gedackt         | 8′    |
| Rohrflöte       | 4′    |
| Principal       | 2′    |
| Larigot         | 1 ⁄3′ |
| Cimbel III      | 1⁄2′  |

| Pedal C–f1     |     |
| Subbass        | 16′ |
| Praestantflöte | 8′  |
| Choralbass     | 4′  |

## Meditationsraum im Haus der Begegnung
Die Wände und Fenster dieses Raumes wurden im Jahr 1990 von Max Rüedi gestaltet. Die beiden Wände sind gänzlich in den Farben des Regenbogens bemalt. Auf der grösseren Wand leuchten die Farben spiralförmig und in einer Fortsetzung andeutungsweise bogenartig, immer fliessend und zart. Auf der kleineren Wand schwebt eine grosse Wolke. Wenn die Regenbogenfarben an unser sinnliches Wahrnehmen appellieren, so meint wohl die Wolke das Gegenteil. „Beim Meditieren – dafür sind wir ja in diesem Raum – helfen uns Bilder, Farben, Formen. Die Wolke hingegen könnte die berühmte Wolke des Nichtwissens bedeuten, wo wir an unsere Grenzen stossen, wo wir keine Sprache mehr finden für unsere Erfahrung mit Gott. (Die Wolke des Nichtwissens ist der Titel eines anonym überlieferten Buches aus dem 14.Jahrhundert).“
Die Wolke zieht an der Fensterwand auf Glas weiter, und dazwischen erscheinen auch fünf der sieben Regenbogenfarben, kreisförmig und rechteckig. Die Wolke, über drei Fenster hinweggezogen, ist hier Teil des Themas der vordersten drei kleinen Fenster, nämlich Teil der Schöpfung. «Die Schöpfung sehen wir in Wasser und Luft – ineinander verwebt –, in der Blume samt Wurzel, dem Tier – halb Fisch, halb Säuger –, dem Kind und dem Vogel über die Erde springend und fliegend. Hier ist alles in Blau mit wenig Grauschwarz gehalten. Denn alles Lebendige lebt vom Wasser. Und doch, während wir uns wieder der Wand zukehren, spüren wir auch: „Am farbigen Abglanz haben wir das Leben“ (Goethe).»

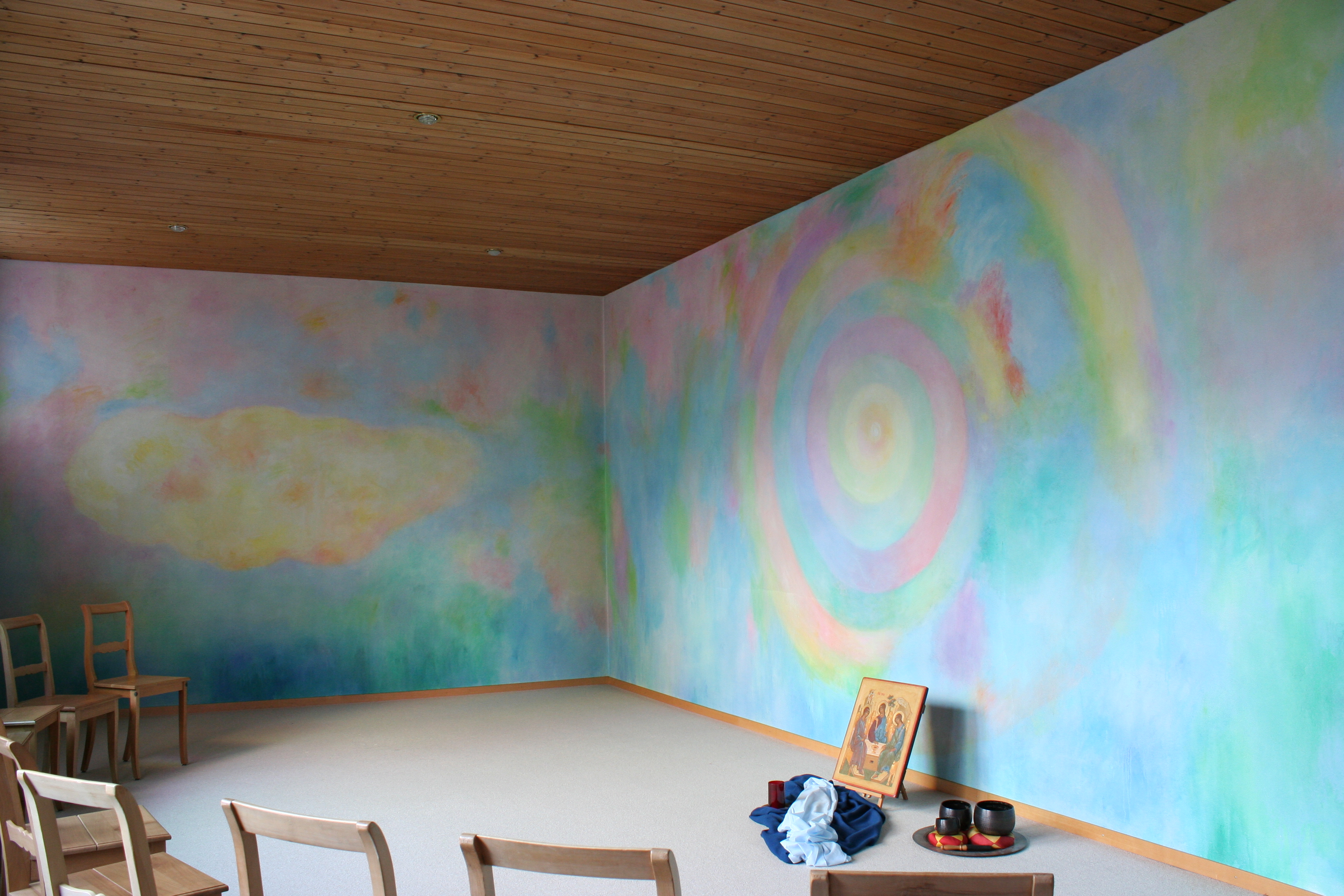
Meditationsraum von Max Rüedi
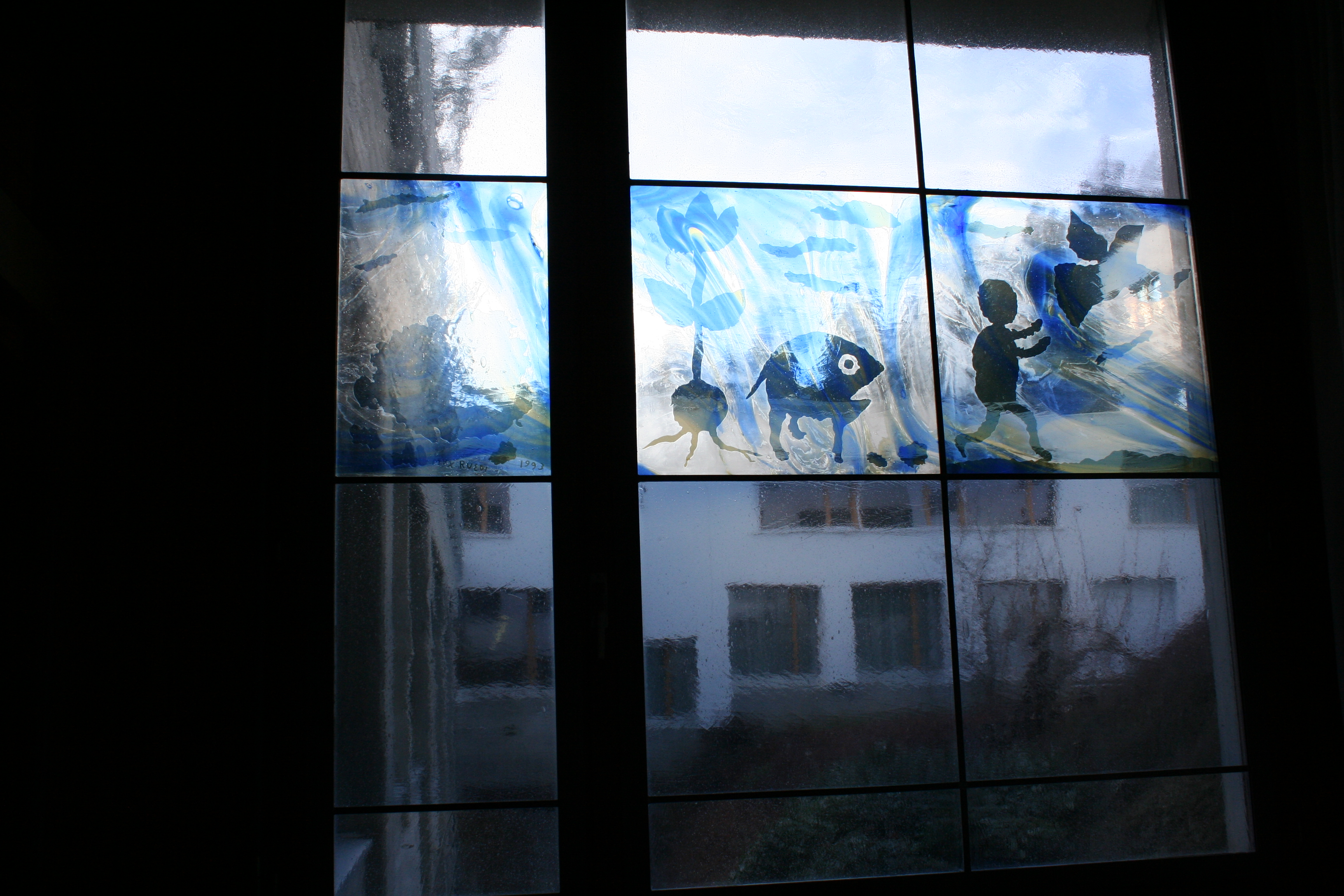
Glasfenster
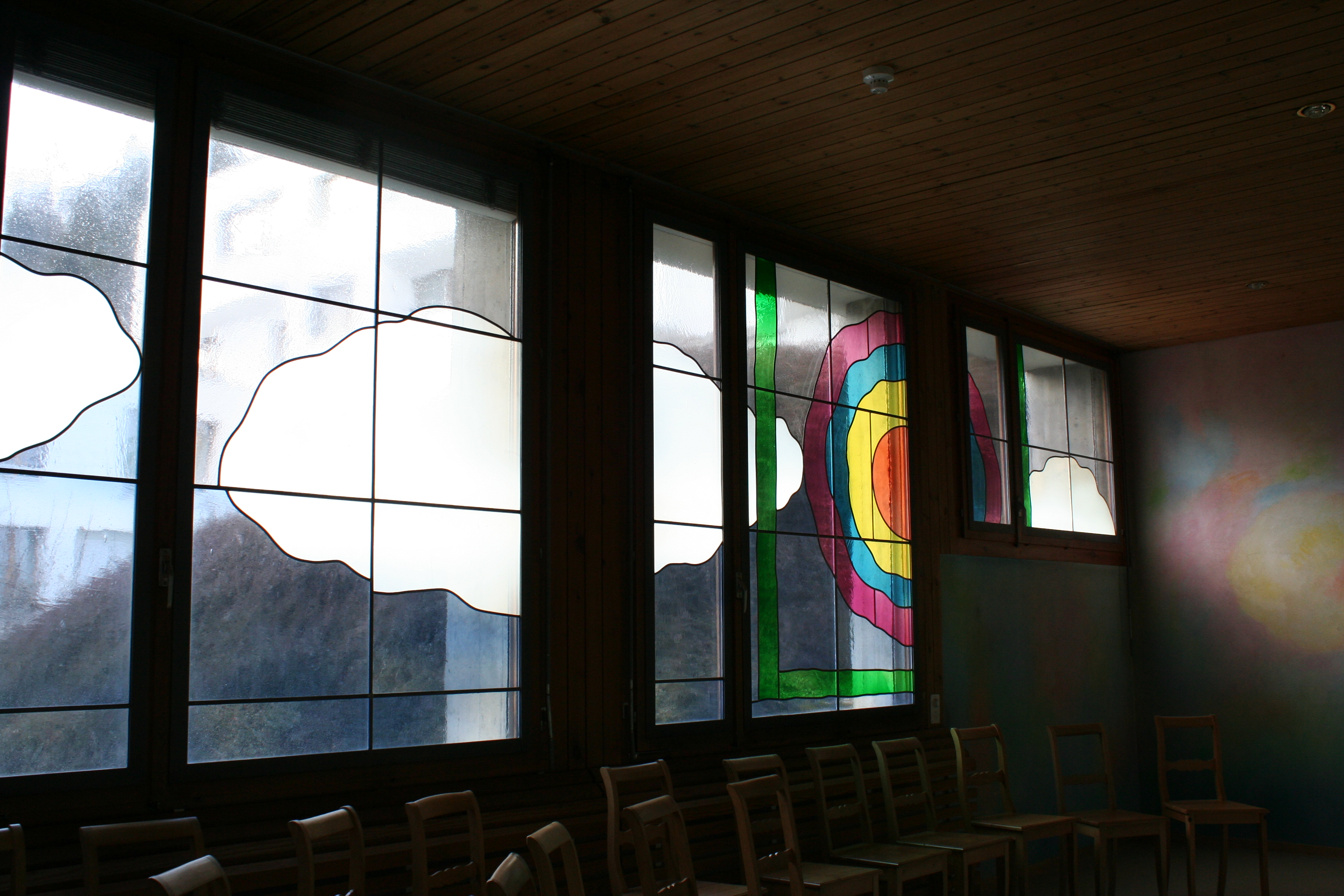
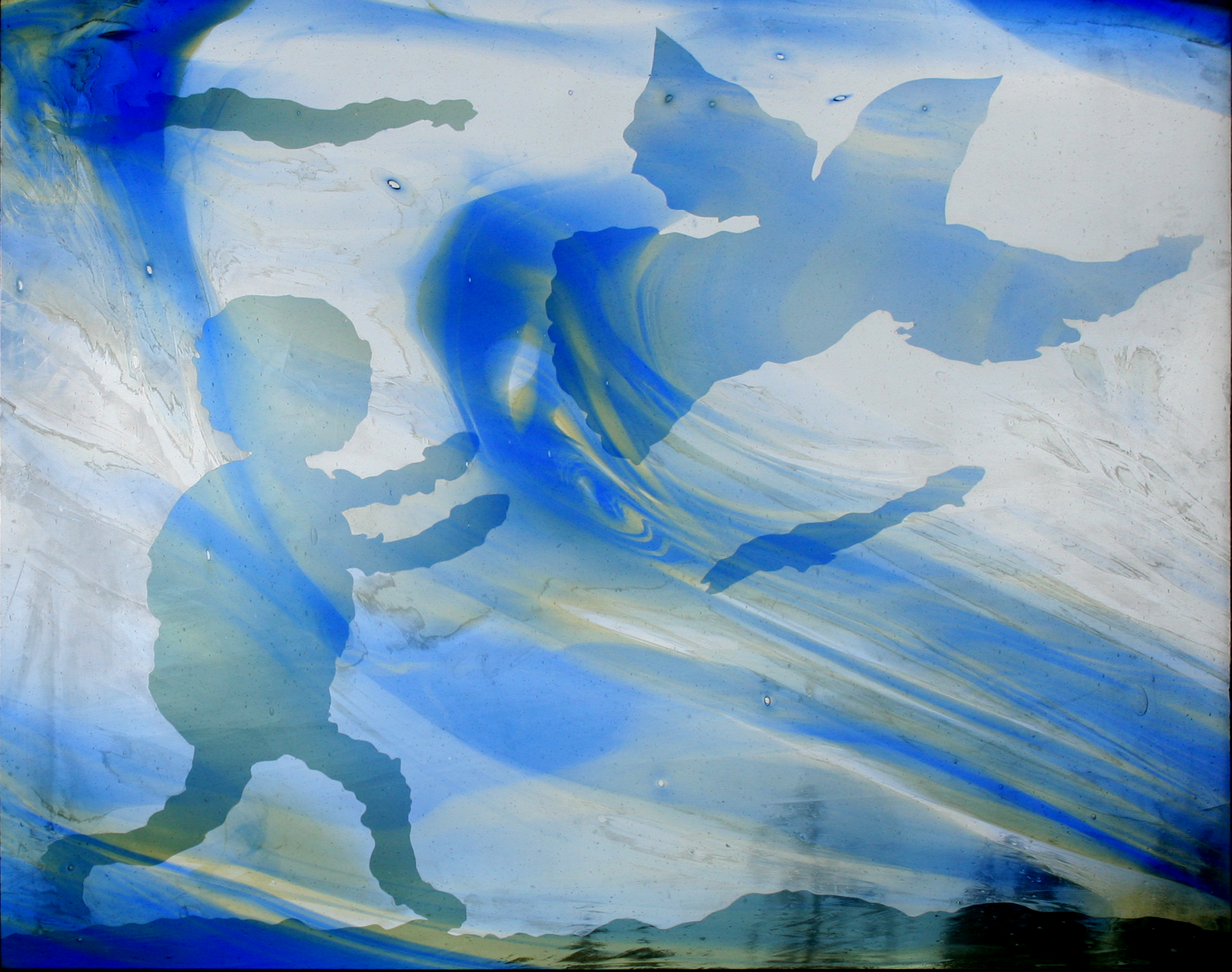
Detail Glasfenster

## Oratorium in der Klausur
Öffentlich nicht zugänglich ist das Oratorium im Klausurbereich. Die Glasfenster in diesem Raum wurden von Jacqueline und Alfred Gruber-Stieger, Basel gestaltet. Die Holzplastik für den Altar, der Tabernakel, das Marienpodest sowie die Gipsreliefs an Decke und Wänden stammen von Hans Christen, Basel.

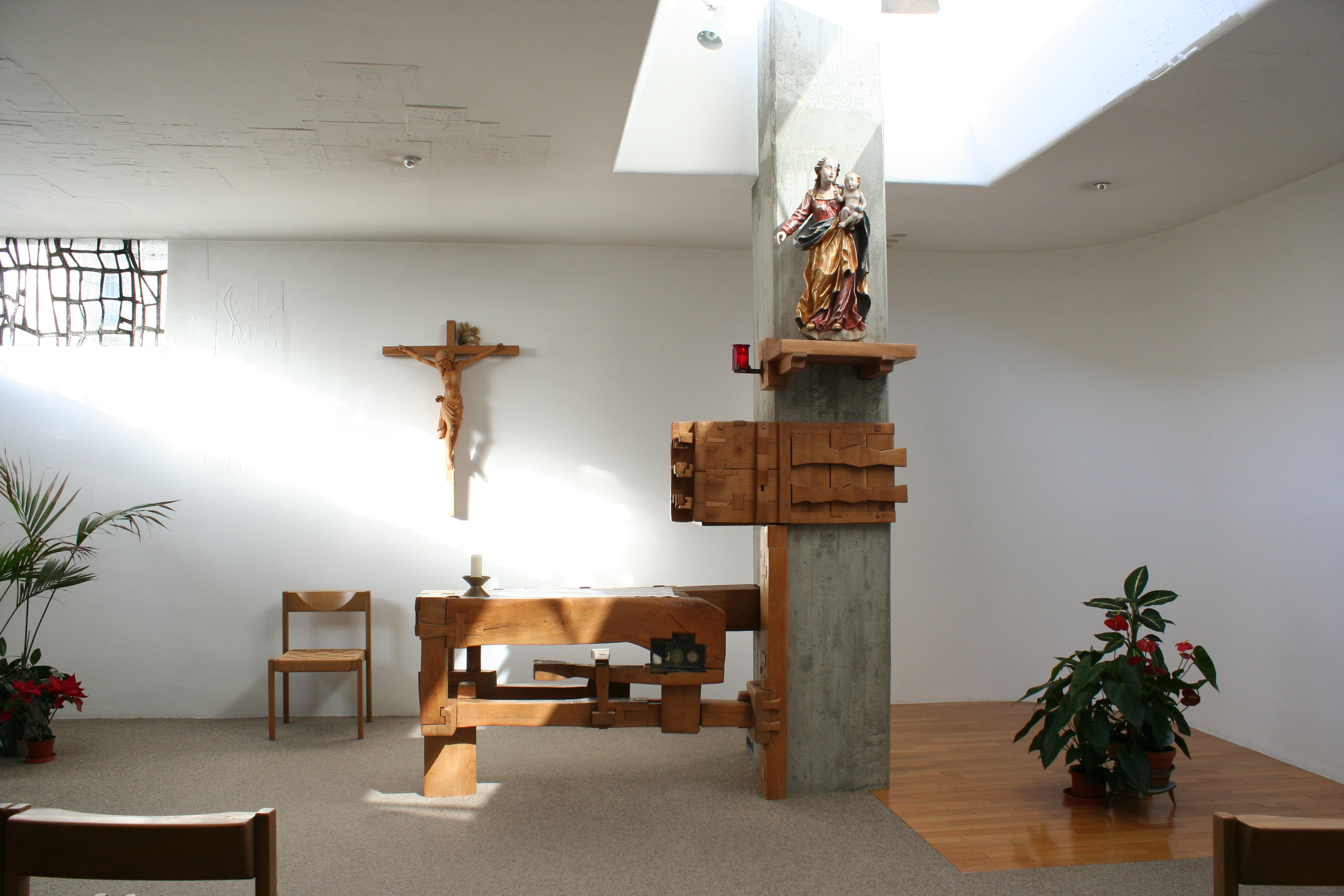
Altarraum im Oratorium von Hans Christen
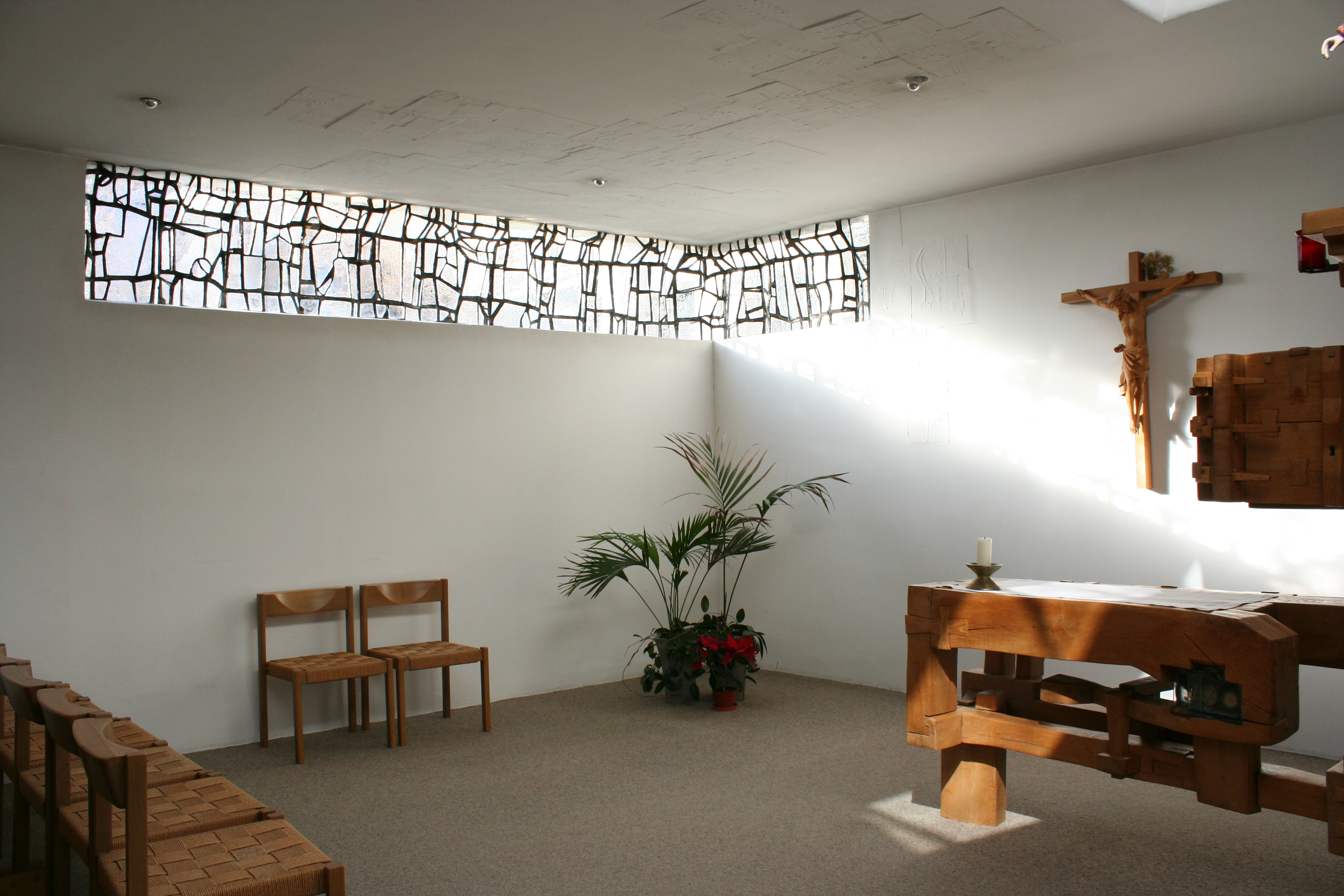
Fenster im Oratorium
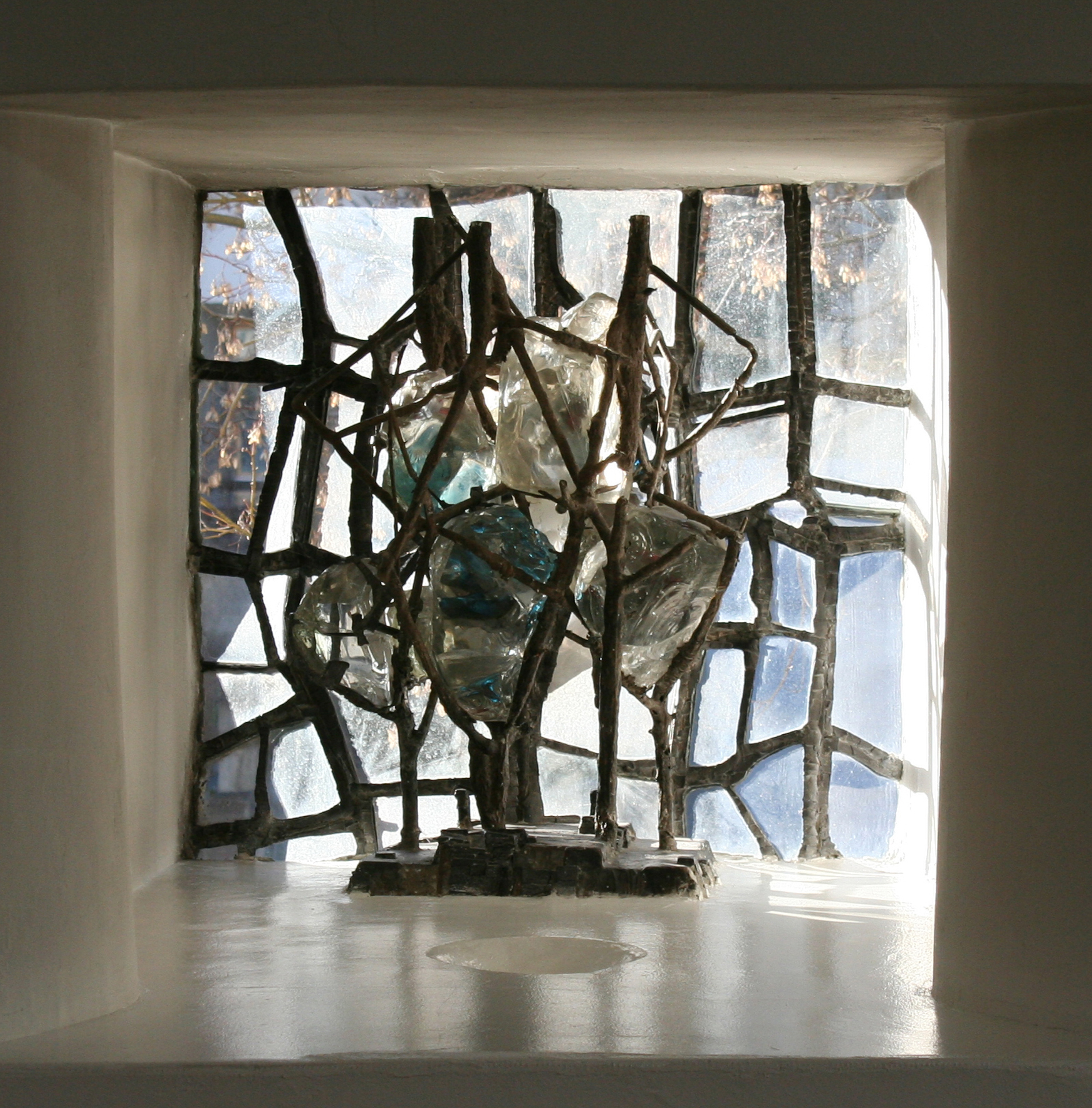
Fensterdetail

## Auszeichnungen
- 2019: im Rahmen der Kampagne «52 beste Bauten – Baukultur Graubünden 1950–2000» erkor der Bündner Heimatschutz das von Walter Moser 1969 entworfene Dominikanerinnenkloster in Ilanz als eines der besten Bündner Bauwerke[13]